# Championnat du monde d'échecs 2024
Cet article utilise la notation algébrique pour décrire des coups du jeu d'échecs.
Vainqueur
Précédent
Le Championnat du monde d'échecs 2024 a lieu du 25 novembre au 15 décembre à Singapour (à 10h, horaire d'Europe centrale) et oppose le Chinois Ding Liren, champion du monde en titre, à l'Indien Dommaraju Gukesh, vainqueur du tournoi des candidats qui a eu lieu en avril 2024 à Toronto. Âgé de 18 ans, Gukesh est le plus jeune joueur à participer à un match de championnat du monde d’échecs. C'est la première fois qu'aucun joueur européen ne le dispute.
La Fédération internationale des échecs organise le championnat du monde sous sa forme actuelle depuis 2006.
À l'issue de la rencontre, Dommaraju Gukesh est déclaré vainqueur,.

## Tournoi des candidats (avril 2024)

### Sélection des candidats
Le challenger est le vainqueur du tournoi des candidats, Dommaraju Gukesh.
Les joueurs qualifiés pour participer au tournoi sont :
| Mode de qualification                                                               | Joueur                                            | Âge              | Classement Elo   | Rang             |
| Mode de qualification                                                               | Joueur                                            | (1er avril 2024) | (1er avril 2024) | (1er avril 2024) |
| ----------------------------------------------------------------------------------- | ------------------------------------------------- | ---------------- | ---------------- | ---------------- |
| Finaliste du championnat du monde 2023                                              | Ian Nepomniachtchi                                | 33               | 2 758            | 7                |
| Trois premiers de la coupe du monde 2023                                            | Magnus Carlsen (vainqueur, forfait)               | 33               | 2 830            | 1                |
| Trois premiers de la coupe du monde 2023                                            | R Praggnanandhaa (deuxième)                       | 18               | 2 747            | 14               |
| Trois premiers de la coupe du monde 2023                                            | Fabiano Caruana (troisième)                       | 31               | 2 803            | 2                |
| Trois premiers de la coupe du monde 2023                                            | Nidjat Abassov (quatrième, remplaçant de Carlsen) | 28               | 2 632            | 114              |
| Deux premiers du tournoi Grand Suisse FIDE 2023                                     | Vidit Gujrathi (champion)                         | 29               | 2 727            | 25               |
| Deux premiers du tournoi Grand Suisse FIDE 2023                                     | Hikaru Nakamura (vice-champion)                   | 36               | 2 789            | 3                |
| Joueur le mieux classé du circuit FIDE 2023 non sélectionné par les autres méthodes | Gukesh D (deuxième)                               | 17               | 2 743            | 16               |
| Sélectionné sur la base du classement FIDE de janvier 2024                          | Alireza Firouzja                                  | 20               | 2 760            | 6                |

### Organisation du tournoi des candidats
Le tournoi des candidats est un tournoi à deux tours entre huit joueurs (14 rondes).

### Table des résultats
| Place | Joueur                    | Points | SB    | G |       | GUK   | NAK   | NEP   | CAR   | PRA   | GUJ   | FIR   | ABA |
| ----- | ------------------------- | ------ | ----- | - | ----- | ----- | ----- | ----- | ----- | ----- | ----- | ----- | --- |
| 1     | Dommaraju Gukesh          | 9      | 57    | 5 |       | ½ - ½ | ½ - ½ | ½ - ½ | ½ - 1 | ½ - 1 | 1 - 0 | 1 - 1 |     |
| 2     | Hikaru Nakamura           | 8,5    | 56    | 5 | ½ - ½ |       | ½ - ½ | 1 - ½ | ½ - 1 | 0 - 0 | 1 - 1 | 1 - ½ |     |
| 3     | Ian Nepomniachtchi        | 8,5    | 56    | 3 | ½ - ½ | ½ - ½ |       | ½ - ½ | ½ - ½ | 1 - 1 | 1 - ½ | ½ - ½ |     |
| 4     | Fabiano Caruana           | 8,5    | 54    | 4 | ½ - ½ | ½ - 0 | ½ - ½ |       | ½ - 1 | 1 - ½ | 1 - ½ | 1 - ½ |     |
| 5     | Rameshbabu Praggnanandhaa | 7      | 42,5  | 3 | 0 - ½ | 0 - ½ | ½ - ½ | 0 - ½ |       | ½ - 1 | ½ - ½ | 1 - 1 |     |
| 6     | Vidit Santosh Gujrathi    | 6      | 40,25 | 3 | 0 - ½ | 1 - 1 | 0 - 0 | ½ - 0 | 0 - ½ |       | 1 - ½ | ½ - ½ |     |
| 7     | Alireza Firouzja          | 5      | 32,75 | 2 | 1 - 0 | 0 - 0 | ½ - 0 | ½ - 0 | ½ - ½ | ½ - 0 |       | 1 - ½ |     |
| 8     | Nidjat Abassov            | 3,5    | 25,5  | 0 | 0 - 0 | ½ - 0 | ½ - ½ | ½ - 0 | 0 - 0 | ½ - ½ | ½ - 0 |       |     |

Règles de classement :
 
1/ Plus grand nombre de points ;

2/a/ En cas d'égalité de points pour la première place : Match de départage ;

2/b/ En cas d'égalité de points hors première place : Système Sonneborn-Berger ;

3/ Nombre total de victoires ;

4/ Score particulier entre les joueurs à égalité ;

5/ Tirage au sort 
Au terme du tournoi, un vainqueur seul est désigné, sans nécessité d'organiser des départages entre joueurs.

## Le championnat du monde entre Ding Liren et Dommaraju Gukesh

### Les deux joueurs
- Ding Liren, né en 1992, est devenu champion du monde en 2023 après un match difficile contre l'autre prétendant, le Russe Ian Nepomniachtchi (le norvégien Magnus Carlsen, n°1 mondial depuis 2011, avait décidé de ne pas défendre son titre)[3]. Depuis, le joueur chinois n'a plus rien gagné, arrêtant même la compétition pendant de longs mois, victime d'une dépression et reconnaissant plus tard que les échecs étaient « épuisants sur le plan psychique »[3]. A l'Olympiade, il n'a gagné aucune des huit parties qu'il a disputées[3]. Ces contre-performances l'ont fait chuter à la 23e place du classement FIDE[3].
- Dommaraju Gukesh, né en 2006, est classé 5e joueur mondial avant ce championnat du monde[3]. Il a passé en 2023 à 17 ans, la barre symbolique des 2750 points ELO, plus jeune joueur à l'avoir fait[3].

### Organisation
Les candidatures pour accueillir le championnat doivent initialement être présentées à la FIDE au plus tard le 31 mai 2024. Un intérêt précoce est exprimé en juin 2023 par l'Argentine, l'Inde et Singapour.
En juin 2024, le président de la FIDE, Emil Sutovsky, annonce que la fédération a reçu trois candidatures pour accueillir le championnat, deux de l'Inde (Chennai et New Delhi) et une de Singapour,. En juillet 2024, la FIDE annonce que le match aurait lieu à Singapour du 20 novembre au 15 décembre 2024, quatre lieux étant envisagés,. Finalement, la Fédération des échecs de Singapour révèle que l'hôtel Equarius du Resorts World Sentosa a été choisi comme lieu pour accueillir le match de championnat du monde.
Le fonds de prix alloué à l'événement est de 2,5 millions de dollars américains. Chaque joueur reçoit 200 000 dollars pour chaque partie gagnée (y compris par forfait), et le reste de l'argent est partagé équitablement. En cas de départage, le gagnant reçoit 1,3 million de dollars et le perdant 1,2 million de dollars. C'est également le cas si le score final est de 7½–6½ avec 13 parties décisives ou de 8–6 avec 14 parties décisives.
Le tournoi est principalement sponsorisé par Google.
Le premier coup de chaque partie classique est exécuté de manière cérémonielle par des personnalités invitées par les organisateurs :
| Partie | Invités                  | Invités |
| ------ | ------------------------ | --- |
| 1      | Demis Hassabis           | Cofondateur de Google DeepMind et lauréat du prix Nobel de chimie 2024.                                                         |
| 2      | Tan Lian Ann Lim Kok Ann | Grand maître d'échecs singapourien Joueur d'échecs et microbiologiste singapourien.                                             |
| 3      | Olivier Lim              | Président de l'Office du tourisme de Singapour                                                                                  |
| 4      | Xie Jun                  | Championne du monde d'échecs féminine (1991–1996; 1999–2001)                                                                    |
| 4      | Viswanathan Anand        | Vice-président de la FIDE et champion du monde d'échecs (titre partagé FIDE 2000-2002 ; champion incontesté 2007-2013)          |
| 5      | K. Shanmugam             | Ministre de l'Intérieur et Ministre de la Justice de Singapour                                                                  |
| 6      | Scott Beaumont           | Président des opérations de Google dans la région Asie-Pacifique                                                                |
| 7      | Edwin Tong               | Ministre de la Culture, de la Communauté et de la Jeunesse et Deuxième ministre de la Justice de Singapour                      |
| 8      | Kingston Kwek            | Entrepreneur singapourien |
| 8      | Goh Wei Ming             | Grand maître d'échecs singapourien et PDG de la Fédération des échecs de Singapour                                              |
| 9      | Shilpak Ambule           | Haut-commissaire de l'Inde à Singapour                                                                                          |
| 10     | Kon Yin Tong             | Président de Sport Singapore |
| 11     | Eugene Torre             | Grand maître d'échecs philippin                                                                                                 |
| 11     | Hou Yifan                | Championne du monde d'échecs féminine (2010–2012 ; 2013–2015 ; 2016–2017) et la deuxième joueuse la mieux classée de l'histoire |
| 12     | Zhu Jing                 | Chargé d’affaires ad interim de l'ambassade de Chine à Singapour                                                                |
| 13     | Arkady Dvorkovich        | President de la Fédération internationale des échecs                                                                            |
| 14     | Hsu Li Yang              | Président de la Fédération des échecs de Singapour                                                                              |

### Règlement
Les règlements et le format du championnat du monde sont légèrement différents de ceux de l'édition 2023.
Le contrôle du temps pour chaque partie de la partie classique du match est de 120 minutes par joueur pour les 40 premiers coups et de 30 minutes pour le reste de la partie, avec un incrément de 30 secondes par coup à partir du coup 41.
Le match se jouera au meilleur des 14 parties ; un score d'au moins 7,5 permet de remporter le championnat du monde. Si le score est égal après 14 parties, des parties de départage avec des contrôles de temps plus rapides seront jouées :
- Un match composé de 4 parties rapides de 15 minutes par camp et un incrément de 10 secondes à partir du coup 1 sera joué. Si un joueur marque 2,5 points ou plus, il remportera le championnat.
- Si le score est toujours égal, un mini-match de deux parties rapides est joué, avec 10 minutes par camp et un incrément de 5 secondes à partir du coup 1. Si un joueur marque 1,5 point ou plus, il remporte le championnat.
- Si le score est égal après les parties rapides, un mini-match de deux parties de blitz est joué, avec un contrôle de temps de 3 minutes par camp et un incrément de 2 secondes à partir du coup 1. Si un joueur marque 1,5 point ou plus, il remporte le championnat. Un tirage au sort est effectué avant chaque mini-match pour déterminer quel joueur joue avec les pièces blanches.
- Si le mini-match de blitz est à égalité, une seule partie de blitz avec un contrôle de temps de 3 minutes par camp et un incrément de 2 secondes à partir du coup 1 est jouée, et le gagnant remporte le championnat. Un tirage au sort détermine quel joueur joue avec les pièces blanches. Si cette partie est nulle, une autre partie de blitz avec des couleurs inversées est jouée avec le même contrôle de temps, et le gagnant remporte le championnat. Ce processus est répété jusqu'à ce que l'un des deux joueurs remporte la partie.

Les joueurs ne sont pas autorisés à accepter une nulle avant le 40e coup des Noirs. Une réclamation de nulle avant ce coup n'est autorisée que si une triple répétition ou un pat s'est produit ou en cas d'insuffisance matérielle.

### Résultats des parties longues
| Partie | Date        | Ding Liren | Gukesh | Ouverture (code ECO)                                  | Nombre de coups | Score                  |
| ------ | ----------- | ---------- | ------ | ----------------------------------------------------- | --------------- | ---------------------- |
| 1      | 25 novembre | ♚ 1        | ♔ 0    | Défense française classique, variante Steinitz (C11)  | 42              | Ding mène 1 – 0        |
| 2      | 26 novembre | ♔ ½        | ♚ ½    | Partie italienne, Giuoco Pianissimo (C50)             | 23              | Ding mène 1,5 – 0,5    |
| 3      | 27 novembre | ♚ 0        | ♔ 1    | Gambit dame refusé, variante d'échange (D35)          | 37              | Égalité 1,5 – 1,5      |
| 4      | 29 novembre | ♔ ½        | ♚ ½    | Attaque Nimzowitsch, système de Londres inversé (A06) | 38              | Égalité 2 – 2          |
| 5      | 30 novembre | ♚ ½        | ♔ ½    | Défense française, variante d'échange (C01)           | 40              | Égalité 2,5 – 2,5      |
| 6      | 1 décembre  | ♔ ½        | ♚ ½    | Système de Londres (D02)                              | 46              | Égalité 3 – 3          |
| 7      | 3 décembre  | ♚ ½        | ♔ ½    | Ouverture Néo-Grünfeld (D78)                          | 72              | Égalité 3,5 – 3,5      |
| 8      | 4 décembre  | ♔ ½        | ♚ ½    | Ouverture anglaise, sicilienne inversée (A21)         | 51              | Égalité 4 – 4          |
| 9      | 5 décembre  | ♚ ½        | ♔ ½    | Hybride Partie catalane / Défense Bogo-indienne (E11) | 54              | Égalité 4,5 – 4,5      |
| 10     | 7 décembre  | ♔ ½        | ♚ ½    | Système de Londres (D02)                              | 36              | Égalité 5 – 5          |
| 11     | 8 décembre  | ♚ 0        | ♔ 1    | Début Réti, variante Benoni inversée (A09)            | 29              | Gukesh mène 6 – 5      |
| 12     | 9 décembre  | ♔ 1        | ♚ 0    | Ouverture anglaise (A14)                              | 39              | Égalité 6 – 6          |
| 13     | 11 décembre | ♚ ½        | ♔ ½    | Défense française classique, variante Steinitz (C11)  | 69              | Égalité 6,5 – 6,5      |
| 14     | 12 décembre | ♔ 0        | ♚ 1    | Début Réti, variante Grünfeld inversée (A08)          | 58              | Gukesh gagne 7,5 – 6,5 |

## Parties

### Partie 1: Gukesh–Ding, 0–1
La première partie du match, remportée en 42 coups par Ding, a été jouée le 25 novembre. Ding a surpris les observateurs en jouant la Défense Française, qui a traditionnellement été considérée comme une ouverture « solide », mais dont certaines lignes sont en fait assez combatives. Ding l'avait déjà jouée lors de la partie 7 du Championnat du monde d'échecs 2023 contre Ian Nepomniachtchi. Il a ensuite passé 28 minutes à réfléchir au septième coup alors qu'il était dans une position encore relativement connue. Pendant ce temps, Gukesh était toujours en préparation, en train de lancer la nouveauté offensive 10.g4!? Le 10...Da5 de Ding a cependant sorti Gukesh de sa préparation car Xie Jun pensait qu'« ils n'avaient jamais joué cette ligne auparavant. Ils ont analysé, ils se sont préparés et ils connaissaient probablement les plans, mais c'est la première fois qu'ils l'ont joué sur l'échiquier. C'est une position très compliquée–la façon dont ils ont joué est un peu hors de contrôle ».
En retard dans un milieu de partie compliqué, Ding a rapidement repéré 18...Cb2! avec un jeu côté dame, mettant la pression à la fois sur la position de Gukesh et sur son horloge. Avec les pièces de Ding infiltrant sa position, Gukesh a hésité avec 22.De1? et sa position s'est effondrée. Ding a fait une légère imprécision avec 27...fxe6?! (la bonne était 27...Fxe6!), donnant à Gukesh une opportunité de sauver la partie, mais bien que Gukesh ait repéré l'idée, il l'a exécutée incorrectement. Ding n'a commis aucune autre erreur et a converti son avantage en victoire, sa première en échecs classiques depuis qu'il a battu Max Warmerdam en janvier lors du Tata Steel Chess Tournament 2024,. C'était également la première fois en 14 ans qu'une victoire était enregistrée dans la première partie, après que Veselin Topalov ait battu Viswanathan Anand avec les pièces blanches lors du Championnat du monde d'échecs 2010.
Lors de la conférence de presse d'après-match, Ding était ravi de sa performance, déclarant : « Bien sûr, je me sens très bien. Je n'ai pas gagné une seule partie classique depuis longtemps et j'ai réussi à le faire ! » Gukesh a quant à lui fait remarquer : « C'était juste une erreur tactique de ma part. Cela peut arriver, c'est un long match, et concernant la forme de mon adversaire, je pense que je ne m'attendais à rien d'autre. Je m'attendais à la meilleure version de lui, et nous avons un long match devant nous, donc c'est seulement plus excitant maintenant ! »
Défense française classique, variante Steinitz (ECO C11)
1. e4 e6 2. d4 d5 3. Cc3 Cf6 (système classique) 4. e5 (variante Steinitz) Cfd7 5. f4 c5 6. Cce2 Cc6 7. c3 a5 8. Cf3 a4 9. Fe3 Fe7 10. g4 Da5 11. Fg2 a3 12. b3 cxd4 13. b4 Dc7 14. Cexd4 Cb6 15. 0-0 Cc4 16. Ff2 Fd7 17. De2 Cxd4 18. Cxd4 Cb2 19. De3 Tc8 20. Tac1 Dc4 21. f5 Dd3 22. De1 Fg5 23. Tc2 Tc4 24. h4 Ff4 25. Db1 Txc3 26. Txc3 Dxc3 27. fxe6 fxe6 28. Ce2 Dxe5 29. Cxf4 Dxf4 30. Dc2 Dc4 31. Dd2 0-0 32. Fd4 Cd3 33. De3 Txf1+ 34. Fxf1 e5 35. Fxe5 Dxg4+ 36. Fg2 Ff5 37. Fg3 Fe4 38. Rh2 h6 39. Fh3 Dd1 40. Fd6 Dc2+ 41. Rg3 Dxa2 42. Fe6+ Rh8 0–1 (les Blancs abandonnent).

### Partie 2: Ding–Gukesh, ½–½
La deuxième partie du match, une nulle en 23 coups, a eu lieu le 26 novembre. Après que Ding ait opté pour le traditionnel Giuoco Pianissimo, le commentateur David Howell a exprimé sa surprise devant le choix de 1.e4, notant que « Il utilise rarement les ouvertures de pions du roi jusqu'à ces derniers mois, où il a un peu expérimenté avec cela – il ne me semble pas être un joueur naturel en e4, mais nous y sommes ! » Ding a choisi une ligne calme, mais a proposé à Gukesh un jeu compliqué avec 10.dxc4, invitant 10...Fb4!?. Conscient qu'il faisait face à une préparation, Gukesh a décliné. Dans une position équilibrée, Ding avait une légère opportunité de continuer à jouer avec 20.h4, créant moins d'espace pour son adversaire, mais la position serait restée équilibrée. Ding a plutôt choisi de répéter les coups, ce qui a abouti à une nulle.
Lors de la conférence de presse d'après-match, Gukesh a déclaré : « Si tôt, avec les Noirs, c'était loin d'être une victoire obligatoire. Je n'allais jamais faire quelque chose de stupide. » Ding a fait des commentaires dans le même sens, remarquant que « je me sentais un peu en dents de scie. J'étais légèrement moins bien en milieu de partie. Je pensais avoir mal joué. »
Partie italienne, Giuoco Pianissimo (ECO C50)
1. e4 e5 2. Cf3 Cc6 3. Fc4 Fc5 4. d3 Cf6 5. Cc3 a6 6. a4 d6 7. 0-0 h6 8. Fe3 Fe6 9. a5 Fxc4 10. dxc4 0-0 11. Fxc5 dxc5 12. b3 Dxd1 13. Tfxd1 Tad8 14. Tdc1 Cd4 15. Ce1 Td6 16. Rf1 g6 17. Td1 Tfd8 18. f3 Rg7 19. Rf2 h5 20. Ce2 Cc6 21. Cc3 Cd4 22. Ce2 Cc6 23. Cc3 Cd4 ½–½ (partie nulle par triple répétition de la position).

### Partie 3: Gukesh–Ding, 1–0
La troisième partie du match, remportée en 37 coups par Gukesh, a été jouée le 27 novembre. Gukesh a opté pour un Gambit Dame refusé avec un cxd5 précoce. Dans l'ouverture, Ding a intentionnellement piégé son fou avec 10...Fc2. La partie faisait suite à une partie précédente entre Vladimir Kramnik et Arjun Erigaisi jouée lors du Championnat du monde de parties rapides par équipes 2023 jusqu'au 13...Nbd7! de Ding. Après 14.Cd2 menaçant de gagner le fou noir avec Rc1, Ding a joué 14...Rg8!, menaçant ...g5 qui contre-attaque le fou blanc et crée une échappatoire pour les Noirs. Gukesh a répondu en jouant g5 lui-même, et les deux joueurs ont cru que la position était bonne pour les Blancs, mais l'analyse informatique suggère le contraire. Le 18...Rh5 de Ding était une erreur, menant à une séquence où Ding perd un fou pour deux pions ; il était préférable de faire immédiatement reculer le fou avec 18...Ff5, ou de se battre pour l'avantage avec 18...Fe7!. Gukesh a piégé à nouveau le fou avec 19.e4! et a continué à convertir précisément son avantage. Ding a perdu du temps en exécutant son coup final 37...Th5, mais sa position était perdue de toute façon (38.Fxf5! gagne).
Gambit dame refusé, variante d'échange (ECO D35)
1. d4 Cf6 2. Cf3 d5 3. c4 e6 (gambit dame refusé) 4. cxd5 exd5 (variante d'échange) 5. Cc3 c6 6. Dc2 g6 7. h3 Bf5 8. Db3 Db6 9. g4 Dxb3 10. axb3 Fc2 11. Ff4 h5 12. Tg1 hxg4 13. hxg4 Cbd7 14. Cd2 Tg8 15. g5 Ch5 16. Fh2 Th8 17. f3 Cg7 18. Fg3 Th5 19. e4 dxe4 20. fxe4 Ne6 21. Tc1 Cxd4 22. Ff2 Fg7 23. Ce2 Cxb3 24. Txc2 Cxd2 25. Rxd2 Ce5 26. Cd4 Td8 27. Re2 Th2 28. Fg2 a6 29. b3 Td7 30. Tcc1 Re7 31. Tcd1 Re8 32. Fg3 Th5 33. Cf3 Cxf3 34. Rxf3 Fd4 35. Th1 Txg5 36. Fh3 f5 37. Ff4 Th5 et les Noirs perdirent au temps dans une position elle-même perdante 1–0.

### Partie 4: Ding–Gukesh, ½–½
La quatrième partie du match, une nulle en 42 coups, a été jouée le 29 novembre. Ding a joué un système non conventionnel commençant par 1.Cf3, ressemblant à une défense indienne de la Dame avec les couleurs inversées, ce qui a surpris Gukesh mais n'était pas particulièrement agressif. Lors de la conférence de presse d'après-partie, Ding a révélé qu'il avait l'intention de « jouer la sécurité », mais qu'il avait pris un risque avec 11.b4. Le 13...Ce5!? de Gukesh a pris Ding par surprise car le cavalier peut être facilement expulsé avec f4, mais Gukesh pensait que « [f4] ressemblait à un coup qui se révélerait risqué à long terme ». Le 15...b6 de Gukesh était la dernière chance de Ding de pousser pour une victoire avec 16.Fa6, mais après avoir joué 16.Cf3, la partie se dirigeait vers une nulle. Les pièces furent échangées et les deux se retrouvèrent dans une finale dame-tour où les Blancs avaient une majorité à quatre contre trois sur le côté roi et les Noirs avaient un pion passé sur la colonne c. Malgré le résultat presque inévitable, Gukesh continua à jouer la partie et à poser des questions à Ding, notamment avec 30...f5!?. Peu de temps après, cependant, les deux firent match nul par triple répétition.
Attaque Nimzowitsch, système de Londres inversé (ECO A06)
1. Cf3 d5 2. e3 Cf6 3. b3 Ff5 4. Fe2 h6 5. Fa3 Cbd7 6. 0-0 e6 7. Fxf8 Cxf8 8. c4 C8d7 9. Cc3 0-0 10. cxd5 exd5 11. b4 c6 12. Cd4 Fh7 13. Db3 Ce5 14. a4 Tc8 15. a5 b6 16. Cf3 Cxf3+ 17. Fxf3 d4 18. Ce2 dxe3 19. dxe3 Fe4 20. Tfd1 De7 21. Fxe4 Cxe4 22. axb6 axb6 23. Cc3 Tfd8 24. Cxe4 Dxe4 25. h3 c5 26. Txd8+ Txd8 27. bxc5 bxc5 28. Tc1 De5 29. Dc2 Td5 30. g3 f5 31. Rg2 Rh7 32. Dc4 Dd6 33. e4 Te5 34. exf5 Txf5 35. De4 Dd5 36. Dxd5 Txd5 37. Rf3 Rg6 38. Re4 Td4+ 39. Re3 Td5 40. Re4 Td4+ 41. Re3 Td5 42. Re4 Td4+ ½–½ (partie nulle par triple répétition de la position).

### Partie 5: Gukesh–Ding, ½–½
La cinquième partie du match, une nulle en 40 coups, a eu lieu le 30 novembre. Pour la deuxième fois du match, Ding a joué une défense française. Cette fois, cependant, Gukesh a répondu en échangeant les pions en d5, et a rapidement échangé les dames et une paire de tours. Après le 15...Nh5 de Ding, le fou de cases noires de Gukesh n'avait aucun moyen de s'échapper, ce qui a incité Gukesh à jouer 17.g4!? après avoir donné un échec, que la grande maître Judit Polgár a estimé trop risqué. Néanmoins, la partie semblait se diriger vers une nulle, jusqu'à ce que Gukesh joue rapidement 23.dxe5? (une erreur, car après 23...Cd3 24.Fxd3 cxd3, les Noirs ont un pion passé sur la colonne d à deux coups de la promotion en dame). Lors de la conférence de presse d'après-match, Gukesh a révélé : « Une fois que j'ai vu Cd3, j'ai réalisé que j'avais juste fait une gaffe avec dxe5. Je ne savais pas à quel point c'était grave, mais bien sûr, j'aurais dû jouer Txe5. Cela aurait été nul de toute façon, mais dxe5 Cd3, j'ai juste eu une hallucination. » Cependant, Ding n'était apparemment pas conscient qu'il avait un avantage considérable. En conséquence, il n'a pas trop insisté, et après 29...Bc6 (que Ding a appelé « essentiellement une offre de nulle »), Gukesh a pu arrêter le pion et les joueurs ont accepté une nulle.
Défense française, variante d'échange (ECO C01)
1. e4 e6 2. d4 d5 3. exd5 3...exd5 4. Cf3 Cf6 5. Fd3 c5 6. c3 c4 7. Fc2 Fd6 8. De2+ De7 9. Dxe7+ Rxe7 10. 0-0 Te8 11. Te1+ Rf8 12. Txe8+ Rxe8 13. Fg5 Cbd7 14. Cbd2 h6 15. Fh4 Ch5 16. Te1+ Rf8 17. g4 Cf4 18. Fg3 Cb6 19. g5 hxg5 20. Cxg5 Fd7 21. Cgf3 Te8 22. Ce5 Fxe5 23. dxe5 Cd3 24. Fxd3 cxd3 25. f3 Cc4 26. Cxc4 dxc4 27. Te4 Fc6 28. Td4 Fxf3 29. Rf2 Fc6 30. Txc4 Td8 31. Td4 Txd4 32. cxd4 Fd5 33. b3 Re7 34. Re3 Re6 35. Rxd3 g6 36. Rc3 a6 37. Rd3 Rf5 38. Re3 Re6 39. Rd3 Rf5 40. Re3 Re6 ½–½ (partie nulle par triple répétition de la position).

### Partie 6: Ding–Gukesh, ½–½
La sixième partie du match, une nulle en 46 coups, a été jouée le 1er décembre. Ding a joué le système de Londres, une ouverture avec laquelle il a gagné lors de la sixième partie de son match précédent contre Ian Nepomniachtchi. Lors de la conférence de presse d'après-partie, Ding a réfléchi à son choix d'ouverture : « Cette fois, j'ai essayé de pousser pour avoir l'avantage dans l'ouverture, et cette fois-ci, c'est le système de Londres. La dernière fois, également dans la sixième partie, j'ai gagné une belle partie dans le système de Londres, donc cette fois-ci, je voulais répéter ce succès. » L'ouverture a été considérée comme un succès pour Ding, et Gukesh a commis une imprécision précoce avec 17...Be6 (voir le premier diagramme). Gukesh a commenté : « Je ne me suis jamais vraiment senti en danger parce que je pensais qu'une fois que je prends c4... je suis peut-être légèrement moins bon, mais cela devrait être vraiment difficile de le convertir avec les Blancs parce qu'on ne peut pas vraiment pousser les pions de l'aile dame aussi facilement et qu'on a toujours du jeu sur son roi. » Ding avait un avantage de temps en début de partie, mais il l'a perdu après 42 minutes de réflexion avant de jouer 21.Dxc6.
Après le 21...Dxe5 de Gukesh, les joueurs ont répété la position deux fois, et Gukesh avait l'option de faire nulle par triple répétition en jouant 26...De7!. Au lieu de cela, il a joué 26...Dh4!?, déclinant la nulle et acceptant une position légèrement moins bonne. Lors de la conférence de presse d'après-partie, Ding a commenté : « Dh4 a été une surprise totale parce que je pense que sa dame n'est pas si bien placée du côté du roi ; elle est mieux placée du côté de la dame », tandis que Gukesh a expliqué sa décision : « Je pensais que je pourrais être légèrement moins bien, je n'étais même pas complètement sûr que je sois légèrement moins bien, mais je pensais que c'était plus probable, mais je pensais qu'avec les colonnes ouvertes devant son roi, j'avais toujours un contre-jeu, et je ne voyais aucune raison de prendre une répétition maintenant. » Ding a bien réagi au refus de nulle de Gukesh, et Péter Lékó a estimé que sa décision était peut-être « une énorme erreur » et a qualifié le coup de « jeu psychologique ». Gukesh a nié cela, déclarant : « J'aime juste jouer aux échecs ! C'était plus juste la position que c'était psychologique. Je pensais juste qu'il restait beaucoup de jeu dans la position, et je ne voyais pas vraiment trop de danger pour moi. » Plus tard dans la partie, Ding a accumulé un léger avantage, qui a atteint son apogée après que Gukesh a proposé un échange de dame avec 33...Df3 (voir le deuxième diagramme), mais Ding a répondu incorrectement, et la partie s'est terminée par une nulle par répétition.
Système de Londres (ECO D02)
1. d4 Cf6 2. Ff4 d5 3. e3 e6 4. Cf3 c5 5. c3 Fd6 6. Fb5+ Cc6 7. Fxc6+ bxc6 8. Fxd6 Dxd6 9. Da4 0-0 10. Da3 Ce4 11. Cfd2 e5 12. Cxe4 dxe4 13. Dxc5 Dg6 14. Cd2 Dxg2 15. 0-0-0 Dxf2 16. dxe5 Tb8 17. Cc4 Fe6 18. Td2 Df3 19. Te1 Fxc4 20. Dxc4 Df5 21. Dxc6 Dxe5 22. Dd5 De7 23. Dd6 Dg5 24. Dd5 De7 25. Dd6 Dg5 26. Dd5 Dh4 27. Ted1 g6 28. De5 Tbe8 29. Dg3 Dh5 30. Df4 Da5 31. a3 Db5 32. Td4 De2 33. T1d2 Df3 34. Rc2 Dxf4 35. exf4 f5 36. h4 e3 37. Te2 Te7 38. Rd3 Tfe8 39. h5 gxh5 40. Td5 h4 41. Txf5 Td7+ 42. Rc2 Rg7 43. Tg2+ Rh8 44. Te2 Rg7 45. Tg2+ Rh8 46. Te2 Rg7 ½–½ (partie nulle par triple répétition de la position).

### Partie 7: Gukesh–Ding, ½–½
|   | a | b | c | d | e | f | g | h |   |
| 8 | Tour noire sur case blanche a8 · Cavalier noir sur case noire b8 · Fou noir sur case blanche c8 · Dame noire sur case noire d8 · Tour noire sur case noire f8 · Roi noir sur case blanche g8 · Pion noir sur case noire a7 · Pion noir sur case blanche b7 · Pion noir sur case noire e7 · Pion noir sur case blanche f7 · Fou noir sur case noire g7 · Pion noir sur case blanche h7 · Pion noir sur case blanche c6 · Cavalier noir sur case noire f6 · Pion noir sur case blanche g6 · Pion noir sur case blanche d5 · Pion blanc sur case blanche c4 · Pion blanc sur case noire d4 · Cavalier blanc sur case blanche f3 · Pion blanc sur case noire g3 · Pion blanc sur case blanche a2 · Pion blanc sur case noire b2 · Pion blanc sur case blanche e2 · Pion blanc sur case noire f2 · Fou blanc sur case blanche g2 · Pion blanc sur case noire h2 · Tour blanche sur case noire a1 · Cavalier blanc sur case blanche b1 · Fou blanc sur case noire c1 · Dame blanche sur case blanche d1 · Tour blanche sur case blanche f1 · Roi blanc sur case noire g1 | Tour noire sur case blanche a8 · Cavalier noir sur case noire b8 · Fou noir sur case blanche c8 · Dame noire sur case noire d8 · Tour noire sur case noire f8 · Roi noir sur case blanche g8 · Pion noir sur case noire a7 · Pion noir sur case blanche b7 · Pion noir sur case noire e7 · Pion noir sur case blanche f7 · Fou noir sur case noire g7 · Pion noir sur case blanche h7 · Pion noir sur case blanche c6 · Cavalier noir sur case noire f6 · Pion noir sur case blanche g6 · Pion noir sur case blanche d5 · Pion blanc sur case blanche c4 · Pion blanc sur case noire d4 · Cavalier blanc sur case blanche f3 · Pion blanc sur case noire g3 · Pion blanc sur case blanche a2 · Pion blanc sur case noire b2 · Pion blanc sur case blanche e2 · Pion blanc sur case noire f2 · Fou blanc sur case blanche g2 · Pion blanc sur case noire h2 · Tour blanche sur case noire a1 · Cavalier blanc sur case blanche b1 · Fou blanc sur case noire c1 · Dame blanche sur case blanche d1 · Tour blanche sur case blanche f1 · Roi blanc sur case noire g1 | Tour noire sur case blanche a8 · Cavalier noir sur case noire b8 · Fou noir sur case blanche c8 · Dame noire sur case noire d8 · Tour noire sur case noire f8 · Roi noir sur case blanche g8 · Pion noir sur case noire a7 · Pion noir sur case blanche b7 · Pion noir sur case noire e7 · Pion noir sur case blanche f7 · Fou noir sur case noire g7 · Pion noir sur case blanche h7 · Pion noir sur case blanche c6 · Cavalier noir sur case noire f6 · Pion noir sur case blanche g6 · Pion noir sur case blanche d5 · Pion blanc sur case blanche c4 · Pion blanc sur case noire d4 · Cavalier blanc sur case blanche f3 · Pion blanc sur case noire g3 · Pion blanc sur case blanche a2 · Pion blanc sur case noire b2 · Pion blanc sur case blanche e2 · Pion blanc sur case noire f2 · Fou blanc sur case blanche g2 · Pion blanc sur case noire h2 · Tour blanche sur case noire a1 · Cavalier blanc sur case blanche b1 · Fou blanc sur case noire c1 · Dame blanche sur case blanche d1 · Tour blanche sur case blanche f1 · Roi blanc sur case noire g1 | Tour noire sur case blanche a8 · Cavalier noir sur case noire b8 · Fou noir sur case blanche c8 · Dame noire sur case noire d8 · Tour noire sur case noire f8 · Roi noir sur case blanche g8 · Pion noir sur case noire a7 · Pion noir sur case blanche b7 · Pion noir sur case noire e7 · Pion noir sur case blanche f7 · Fou noir sur case noire g7 · Pion noir sur case blanche h7 · Pion noir sur case blanche c6 · Cavalier noir sur case noire f6 · Pion noir sur case blanche g6 · Pion noir sur case blanche d5 · Pion blanc sur case blanche c4 · Pion blanc sur case noire d4 · Cavalier blanc sur case blanche f3 · Pion blanc sur case noire g3 · Pion blanc sur case blanche a2 · Pion blanc sur case noire b2 · Pion blanc sur case blanche e2 · Pion blanc sur case noire f2 · Fou blanc sur case blanche g2 · Pion blanc sur case noire h2 · Tour blanche sur case noire a1 · Cavalier blanc sur case blanche b1 · Fou blanc sur case noire c1 · Dame blanche sur case blanche d1 · Tour blanche sur case blanche f1 · Roi blanc sur case noire g1 | Tour noire sur case blanche a8 · Cavalier noir sur case noire b8 · Fou noir sur case blanche c8 · Dame noire sur case noire d8 · Tour noire sur case noire f8 · Roi noir sur case blanche g8 · Pion noir sur case noire a7 · Pion noir sur case blanche b7 · Pion noir sur case noire e7 · Pion noir sur case blanche f7 · Fou noir sur case noire g7 · Pion noir sur case blanche h7 · Pion noir sur case blanche c6 · Cavalier noir sur case noire f6 · Pion noir sur case blanche g6 · Pion noir sur case blanche d5 · Pion blanc sur case blanche c4 · Pion blanc sur case noire d4 · Cavalier blanc sur case blanche f3 · Pion blanc sur case noire g3 · Pion blanc sur case blanche a2 · Pion blanc sur case noire b2 · Pion blanc sur case blanche e2 · Pion blanc sur case noire f2 · Fou blanc sur case blanche g2 · Pion blanc sur case noire h2 · Tour blanche sur case noire a1 · Cavalier blanc sur case blanche b1 · Fou blanc sur case noire c1 · Dame blanche sur case blanche d1 · Tour blanche sur case blanche f1 · Roi blanc sur case noire g1 | Tour noire sur case blanche a8 · Cavalier noir sur case noire b8 · Fou noir sur case blanche c8 · Dame noire sur case noire d8 · Tour noire sur case noire f8 · Roi noir sur case blanche g8 · Pion noir sur case noire a7 · Pion noir sur case blanche b7 · Pion noir sur case noire e7 · Pion noir sur case blanche f7 · Fou noir sur case noire g7 · Pion noir sur case blanche h7 · Pion noir sur case blanche c6 · Cavalier noir sur case noire f6 · Pion noir sur case blanche g6 · Pion noir sur case blanche d5 · Pion blanc sur case blanche c4 · Pion blanc sur case noire d4 · Cavalier blanc sur case blanche f3 · Pion blanc sur case noire g3 · Pion blanc sur case blanche a2 · Pion blanc sur case noire b2 · Pion blanc sur case blanche e2 · Pion blanc sur case noire f2 · Fou blanc sur case blanche g2 · Pion blanc sur case noire h2 · Tour blanche sur case noire a1 · Cavalier blanc sur case blanche b1 · Fou blanc sur case noire c1 · Dame blanche sur case blanche d1 · Tour blanche sur case blanche f1 · Roi blanc sur case noire g1 | Tour noire sur case blanche a8 · Cavalier noir sur case noire b8 · Fou noir sur case blanche c8 · Dame noire sur case noire d8 · Tour noire sur case noire f8 · Roi noir sur case blanche g8 · Pion noir sur case noire a7 · Pion noir sur case blanche b7 · Pion noir sur case noire e7 · Pion noir sur case blanche f7 · Fou noir sur case noire g7 · Pion noir sur case blanche h7 · Pion noir sur case blanche c6 · Cavalier noir sur case noire f6 · Pion noir sur case blanche g6 · Pion noir sur case blanche d5 · Pion blanc sur case blanche c4 · Pion blanc sur case noire d4 · Cavalier blanc sur case blanche f3 · Pion blanc sur case noire g3 · Pion blanc sur case blanche a2 · Pion blanc sur case noire b2 · Pion blanc sur case blanche e2 · Pion blanc sur case noire f2 · Fou blanc sur case blanche g2 · Pion blanc sur case noire h2 · Tour blanche sur case noire a1 · Cavalier blanc sur case blanche b1 · Fou blanc sur case noire c1 · Dame blanche sur case blanche d1 · Tour blanche sur case blanche f1 · Roi blanc sur case noire g1 | Tour noire sur case blanche a8 · Cavalier noir sur case noire b8 · Fou noir sur case blanche c8 · Dame noire sur case noire d8 · Tour noire sur case noire f8 · Roi noir sur case blanche g8 · Pion noir sur case noire a7 · Pion noir sur case blanche b7 · Pion noir sur case noire e7 · Pion noir sur case blanche f7 · Fou noir sur case noire g7 · Pion noir sur case blanche h7 · Pion noir sur case blanche c6 · Cavalier noir sur case noire f6 · Pion noir sur case blanche g6 · Pion noir sur case blanche d5 · Pion blanc sur case blanche c4 · Pion blanc sur case noire d4 · Cavalier blanc sur case blanche f3 · Pion blanc sur case noire g3 · Pion blanc sur case blanche a2 · Pion blanc sur case noire b2 · Pion blanc sur case blanche e2 · Pion blanc sur case noire f2 · Fou blanc sur case blanche g2 · Pion blanc sur case noire h2 · Tour blanche sur case noire a1 · Cavalier blanc sur case blanche b1 · Fou blanc sur case noire c1 · Dame blanche sur case blanche d1 · Tour blanche sur case blanche f1 · Roi blanc sur case noire g1 | 8 |
| 7 | Tour noire sur case blanche a8 · Cavalier noir sur case noire b8 · Fou noir sur case blanche c8 · Dame noire sur case noire d8 · Tour noire sur case noire f8 · Roi noir sur case blanche g8 · Pion noir sur case noire a7 · Pion noir sur case blanche b7 · Pion noir sur case noire e7 · Pion noir sur case blanche f7 · Fou noir sur case noire g7 · Pion noir sur case blanche h7 · Pion noir sur case blanche c6 · Cavalier noir sur case noire f6 · Pion noir sur case blanche g6 · Pion noir sur case blanche d5 · Pion blanc sur case blanche c4 · Pion blanc sur case noire d4 · Cavalier blanc sur case blanche f3 · Pion blanc sur case noire g3 · Pion blanc sur case blanche a2 · Pion blanc sur case noire b2 · Pion blanc sur case blanche e2 · Pion blanc sur case noire f2 · Fou blanc sur case blanche g2 · Pion blanc sur case noire h2 · Tour blanche sur case noire a1 · Cavalier blanc sur case blanche b1 · Fou blanc sur case noire c1 · Dame blanche sur case blanche d1 · Tour blanche sur case blanche f1 · Roi blanc sur case noire g1 | Tour noire sur case blanche a8 · Cavalier noir sur case noire b8 · Fou noir sur case blanche c8 · Dame noire sur case noire d8 · Tour noire sur case noire f8 · Roi noir sur case blanche g8 · Pion noir sur case noire a7 · Pion noir sur case blanche b7 · Pion noir sur case noire e7 · Pion noir sur case blanche f7 · Fou noir sur case noire g7 · Pion noir sur case blanche h7 · Pion noir sur case blanche c6 · Cavalier noir sur case noire f6 · Pion noir sur case blanche g6 · Pion noir sur case blanche d5 · Pion blanc sur case blanche c4 · Pion blanc sur case noire d4 · Cavalier blanc sur case blanche f3 · Pion blanc sur case noire g3 · Pion blanc sur case blanche a2 · Pion blanc sur case noire b2 · Pion blanc sur case blanche e2 · Pion blanc sur case noire f2 · Fou blanc sur case blanche g2 · Pion blanc sur case noire h2 · Tour blanche sur case noire a1 · Cavalier blanc sur case blanche b1 · Fou blanc sur case noire c1 · Dame blanche sur case blanche d1 · Tour blanche sur case blanche f1 · Roi blanc sur case noire g1 | Tour noire sur case blanche a8 · Cavalier noir sur case noire b8 · Fou noir sur case blanche c8 · Dame noire sur case noire d8 · Tour noire sur case noire f8 · Roi noir sur case blanche g8 · Pion noir sur case noire a7 · Pion noir sur case blanche b7 · Pion noir sur case noire e7 · Pion noir sur case blanche f7 · Fou noir sur case noire g7 · Pion noir sur case blanche h7 · Pion noir sur case blanche c6 · Cavalier noir sur case noire f6 · Pion noir sur case blanche g6 · Pion noir sur case blanche d5 · Pion blanc sur case blanche c4 · Pion blanc sur case noire d4 · Cavalier blanc sur case blanche f3 · Pion blanc sur case noire g3 · Pion blanc sur case blanche a2 · Pion blanc sur case noire b2 · Pion blanc sur case blanche e2 · Pion blanc sur case noire f2 · Fou blanc sur case blanche g2 · Pion blanc sur case noire h2 · Tour blanche sur case noire a1 · Cavalier blanc sur case blanche b1 · Fou blanc sur case noire c1 · Dame blanche sur case blanche d1 · Tour blanche sur case blanche f1 · Roi blanc sur case noire g1 | Tour noire sur case blanche a8 · Cavalier noir sur case noire b8 · Fou noir sur case blanche c8 · Dame noire sur case noire d8 · Tour noire sur case noire f8 · Roi noir sur case blanche g8 · Pion noir sur case noire a7 · Pion noir sur case blanche b7 · Pion noir sur case noire e7 · Pion noir sur case blanche f7 · Fou noir sur case noire g7 · Pion noir sur case blanche h7 · Pion noir sur case blanche c6 · Cavalier noir sur case noire f6 · Pion noir sur case blanche g6 · Pion noir sur case blanche d5 · Pion blanc sur case blanche c4 · Pion blanc sur case noire d4 · Cavalier blanc sur case blanche f3 · Pion blanc sur case noire g3 · Pion blanc sur case blanche a2 · Pion blanc sur case noire b2 · Pion blanc sur case blanche e2 · Pion blanc sur case noire f2 · Fou blanc sur case blanche g2 · Pion blanc sur case noire h2 · Tour blanche sur case noire a1 · Cavalier blanc sur case blanche b1 · Fou blanc sur case noire c1 · Dame blanche sur case blanche d1 · Tour blanche sur case blanche f1 · Roi blanc sur case noire g1 | Tour noire sur case blanche a8 · Cavalier noir sur case noire b8 · Fou noir sur case blanche c8 · Dame noire sur case noire d8 · Tour noire sur case noire f8 · Roi noir sur case blanche g8 · Pion noir sur case noire a7 · Pion noir sur case blanche b7 · Pion noir sur case noire e7 · Pion noir sur case blanche f7 · Fou noir sur case noire g7 · Pion noir sur case blanche h7 · Pion noir sur case blanche c6 · Cavalier noir sur case noire f6 · Pion noir sur case blanche g6 · Pion noir sur case blanche d5 · Pion blanc sur case blanche c4 · Pion blanc sur case noire d4 · Cavalier blanc sur case blanche f3 · Pion blanc sur case noire g3 · Pion blanc sur case blanche a2 · Pion blanc sur case noire b2 · Pion blanc sur case blanche e2 · Pion blanc sur case noire f2 · Fou blanc sur case blanche g2 · Pion blanc sur case noire h2 · Tour blanche sur case noire a1 · Cavalier blanc sur case blanche b1 · Fou blanc sur case noire c1 · Dame blanche sur case blanche d1 · Tour blanche sur case blanche f1 · Roi blanc sur case noire g1 | Tour noire sur case blanche a8 · Cavalier noir sur case noire b8 · Fou noir sur case blanche c8 · Dame noire sur case noire d8 · Tour noire sur case noire f8 · Roi noir sur case blanche g8 · Pion noir sur case noire a7 · Pion noir sur case blanche b7 · Pion noir sur case noire e7 · Pion noir sur case blanche f7 · Fou noir sur case noire g7 · Pion noir sur case blanche h7 · Pion noir sur case blanche c6 · Cavalier noir sur case noire f6 · Pion noir sur case blanche g6 · Pion noir sur case blanche d5 · Pion blanc sur case blanche c4 · Pion blanc sur case noire d4 · Cavalier blanc sur case blanche f3 · Pion blanc sur case noire g3 · Pion blanc sur case blanche a2 · Pion blanc sur case noire b2 · Pion blanc sur case blanche e2 · Pion blanc sur case noire f2 · Fou blanc sur case blanche g2 · Pion blanc sur case noire h2 · Tour blanche sur case noire a1 · Cavalier blanc sur case blanche b1 · Fou blanc sur case noire c1 · Dame blanche sur case blanche d1 · Tour blanche sur case blanche f1 · Roi blanc sur case noire g1 | Tour noire sur case blanche a8 · Cavalier noir sur case noire b8 · Fou noir sur case blanche c8 · Dame noire sur case noire d8 · Tour noire sur case noire f8 · Roi noir sur case blanche g8 · Pion noir sur case noire a7 · Pion noir sur case blanche b7 · Pion noir sur case noire e7 · Pion noir sur case blanche f7 · Fou noir sur case noire g7 · Pion noir sur case blanche h7 · Pion noir sur case blanche c6 · Cavalier noir sur case noire f6 · Pion noir sur case blanche g6 · Pion noir sur case blanche d5 · Pion blanc sur case blanche c4 · Pion blanc sur case noire d4 · Cavalier blanc sur case blanche f3 · Pion blanc sur case noire g3 · Pion blanc sur case blanche a2 · Pion blanc sur case noire b2 · Pion blanc sur case blanche e2 · Pion blanc sur case noire f2 · Fou blanc sur case blanche g2 · Pion blanc sur case noire h2 · Tour blanche sur case noire a1 · Cavalier blanc sur case blanche b1 · Fou blanc sur case noire c1 · Dame blanche sur case blanche d1 · Tour blanche sur case blanche f1 · Roi blanc sur case noire g1 | Tour noire sur case blanche a8 · Cavalier noir sur case noire b8 · Fou noir sur case blanche c8 · Dame noire sur case noire d8 · Tour noire sur case noire f8 · Roi noir sur case blanche g8 · Pion noir sur case noire a7 · Pion noir sur case blanche b7 · Pion noir sur case noire e7 · Pion noir sur case blanche f7 · Fou noir sur case noire g7 · Pion noir sur case blanche h7 · Pion noir sur case blanche c6 · Cavalier noir sur case noire f6 · Pion noir sur case blanche g6 · Pion noir sur case blanche d5 · Pion blanc sur case blanche c4 · Pion blanc sur case noire d4 · Cavalier blanc sur case blanche f3 · Pion blanc sur case noire g3 · Pion blanc sur case blanche a2 · Pion blanc sur case noire b2 · Pion blanc sur case blanche e2 · Pion blanc sur case noire f2 · Fou blanc sur case blanche g2 · Pion blanc sur case noire h2 · Tour blanche sur case noire a1 · Cavalier blanc sur case blanche b1 · Fou blanc sur case noire c1 · Dame blanche sur case blanche d1 · Tour blanche sur case blanche f1 · Roi blanc sur case noire g1 | 7 |
| 6 | Tour noire sur case blanche a8 · Cavalier noir sur case noire b8 · Fou noir sur case blanche c8 · Dame noire sur case noire d8 · Tour noire sur case noire f8 · Roi noir sur case blanche g8 · Pion noir sur case noire a7 · Pion noir sur case blanche b7 · Pion noir sur case noire e7 · Pion noir sur case blanche f7 · Fou noir sur case noire g7 · Pion noir sur case blanche h7 · Pion noir sur case blanche c6 · Cavalier noir sur case noire f6 · Pion noir sur case blanche g6 · Pion noir sur case blanche d5 · Pion blanc sur case blanche c4 · Pion blanc sur case noire d4 · Cavalier blanc sur case blanche f3 · Pion blanc sur case noire g3 · Pion blanc sur case blanche a2 · Pion blanc sur case noire b2 · Pion blanc sur case blanche e2 · Pion blanc sur case noire f2 · Fou blanc sur case blanche g2 · Pion blanc sur case noire h2 · Tour blanche sur case noire a1 · Cavalier blanc sur case blanche b1 · Fou blanc sur case noire c1 · Dame blanche sur case blanche d1 · Tour blanche sur case blanche f1 · Roi blanc sur case noire g1 | Tour noire sur case blanche a8 · Cavalier noir sur case noire b8 · Fou noir sur case blanche c8 · Dame noire sur case noire d8 · Tour noire sur case noire f8 · Roi noir sur case blanche g8 · Pion noir sur case noire a7 · Pion noir sur case blanche b7 · Pion noir sur case noire e7 · Pion noir sur case blanche f7 · Fou noir sur case noire g7 · Pion noir sur case blanche h7 · Pion noir sur case blanche c6 · Cavalier noir sur case noire f6 · Pion noir sur case blanche g6 · Pion noir sur case blanche d5 · Pion blanc sur case blanche c4 · Pion blanc sur case noire d4 · Cavalier blanc sur case blanche f3 · Pion blanc sur case noire g3 · Pion blanc sur case blanche a2 · Pion blanc sur case noire b2 · Pion blanc sur case blanche e2 · Pion blanc sur case noire f2 · Fou blanc sur case blanche g2 · Pion blanc sur case noire h2 · Tour blanche sur case noire a1 · Cavalier blanc sur case blanche b1 · Fou blanc sur case noire c1 · Dame blanche sur case blanche d1 · Tour blanche sur case blanche f1 · Roi blanc sur case noire g1 | Tour noire sur case blanche a8 · Cavalier noir sur case noire b8 · Fou noir sur case blanche c8 · Dame noire sur case noire d8 · Tour noire sur case noire f8 · Roi noir sur case blanche g8 · Pion noir sur case noire a7 · Pion noir sur case blanche b7 · Pion noir sur case noire e7 · Pion noir sur case blanche f7 · Fou noir sur case noire g7 · Pion noir sur case blanche h7 · Pion noir sur case blanche c6 · Cavalier noir sur case noire f6 · Pion noir sur case blanche g6 · Pion noir sur case blanche d5 · Pion blanc sur case blanche c4 · Pion blanc sur case noire d4 · Cavalier blanc sur case blanche f3 · Pion blanc sur case noire g3 · Pion blanc sur case blanche a2 · Pion blanc sur case noire b2 · Pion blanc sur case blanche e2 · Pion blanc sur case noire f2 · Fou blanc sur case blanche g2 · Pion blanc sur case noire h2 · Tour blanche sur case noire a1 · Cavalier blanc sur case blanche b1 · Fou blanc sur case noire c1 · Dame blanche sur case blanche d1 · Tour blanche sur case blanche f1 · Roi blanc sur case noire g1 | Tour noire sur case blanche a8 · Cavalier noir sur case noire b8 · Fou noir sur case blanche c8 · Dame noire sur case noire d8 · Tour noire sur case noire f8 · Roi noir sur case blanche g8 · Pion noir sur case noire a7 · Pion noir sur case blanche b7 · Pion noir sur case noire e7 · Pion noir sur case blanche f7 · Fou noir sur case noire g7 · Pion noir sur case blanche h7 · Pion noir sur case blanche c6 · Cavalier noir sur case noire f6 · Pion noir sur case blanche g6 · Pion noir sur case blanche d5 · Pion blanc sur case blanche c4 · Pion blanc sur case noire d4 · Cavalier blanc sur case blanche f3 · Pion blanc sur case noire g3 · Pion blanc sur case blanche a2 · Pion blanc sur case noire b2 · Pion blanc sur case blanche e2 · Pion blanc sur case noire f2 · Fou blanc sur case blanche g2 · Pion blanc sur case noire h2 · Tour blanche sur case noire a1 · Cavalier blanc sur case blanche b1 · Fou blanc sur case noire c1 · Dame blanche sur case blanche d1 · Tour blanche sur case blanche f1 · Roi blanc sur case noire g1 | Tour noire sur case blanche a8 · Cavalier noir sur case noire b8 · Fou noir sur case blanche c8 · Dame noire sur case noire d8 · Tour noire sur case noire f8 · Roi noir sur case blanche g8 · Pion noir sur case noire a7 · Pion noir sur case blanche b7 · Pion noir sur case noire e7 · Pion noir sur case blanche f7 · Fou noir sur case noire g7 · Pion noir sur case blanche h7 · Pion noir sur case blanche c6 · Cavalier noir sur case noire f6 · Pion noir sur case blanche g6 · Pion noir sur case blanche d5 · Pion blanc sur case blanche c4 · Pion blanc sur case noire d4 · Cavalier blanc sur case blanche f3 · Pion blanc sur case noire g3 · Pion blanc sur case blanche a2 · Pion blanc sur case noire b2 · Pion blanc sur case blanche e2 · Pion blanc sur case noire f2 · Fou blanc sur case blanche g2 · Pion blanc sur case noire h2 · Tour blanche sur case noire a1 · Cavalier blanc sur case blanche b1 · Fou blanc sur case noire c1 · Dame blanche sur case blanche d1 · Tour blanche sur case blanche f1 · Roi blanc sur case noire g1 | Tour noire sur case blanche a8 · Cavalier noir sur case noire b8 · Fou noir sur case blanche c8 · Dame noire sur case noire d8 · Tour noire sur case noire f8 · Roi noir sur case blanche g8 · Pion noir sur case noire a7 · Pion noir sur case blanche b7 · Pion noir sur case noire e7 · Pion noir sur case blanche f7 · Fou noir sur case noire g7 · Pion noir sur case blanche h7 · Pion noir sur case blanche c6 · Cavalier noir sur case noire f6 · Pion noir sur case blanche g6 · Pion noir sur case blanche d5 · Pion blanc sur case blanche c4 · Pion blanc sur case noire d4 · Cavalier blanc sur case blanche f3 · Pion blanc sur case noire g3 · Pion blanc sur case blanche a2 · Pion blanc sur case noire b2 · Pion blanc sur case blanche e2 · Pion blanc sur case noire f2 · Fou blanc sur case blanche g2 · Pion blanc sur case noire h2 · Tour blanche sur case noire a1 · Cavalier blanc sur case blanche b1 · Fou blanc sur case noire c1 · Dame blanche sur case blanche d1 · Tour blanche sur case blanche f1 · Roi blanc sur case noire g1 | Tour noire sur case blanche a8 · Cavalier noir sur case noire b8 · Fou noir sur case blanche c8 · Dame noire sur case noire d8 · Tour noire sur case noire f8 · Roi noir sur case blanche g8 · Pion noir sur case noire a7 · Pion noir sur case blanche b7 · Pion noir sur case noire e7 · Pion noir sur case blanche f7 · Fou noir sur case noire g7 · Pion noir sur case blanche h7 · Pion noir sur case blanche c6 · Cavalier noir sur case noire f6 · Pion noir sur case blanche g6 · Pion noir sur case blanche d5 · Pion blanc sur case blanche c4 · Pion blanc sur case noire d4 · Cavalier blanc sur case blanche f3 · Pion blanc sur case noire g3 · Pion blanc sur case blanche a2 · Pion blanc sur case noire b2 · Pion blanc sur case blanche e2 · Pion blanc sur case noire f2 · Fou blanc sur case blanche g2 · Pion blanc sur case noire h2 · Tour blanche sur case noire a1 · Cavalier blanc sur case blanche b1 · Fou blanc sur case noire c1 · Dame blanche sur case blanche d1 · Tour blanche sur case blanche f1 · Roi blanc sur case noire g1 | Tour noire sur case blanche a8 · Cavalier noir sur case noire b8 · Fou noir sur case blanche c8 · Dame noire sur case noire d8 · Tour noire sur case noire f8 · Roi noir sur case blanche g8 · Pion noir sur case noire a7 · Pion noir sur case blanche b7 · Pion noir sur case noire e7 · Pion noir sur case blanche f7 · Fou noir sur case noire g7 · Pion noir sur case blanche h7 · Pion noir sur case blanche c6 · Cavalier noir sur case noire f6 · Pion noir sur case blanche g6 · Pion noir sur case blanche d5 · Pion blanc sur case blanche c4 · Pion blanc sur case noire d4 · Cavalier blanc sur case blanche f3 · Pion blanc sur case noire g3 · Pion blanc sur case blanche a2 · Pion blanc sur case noire b2 · Pion blanc sur case blanche e2 · Pion blanc sur case noire f2 · Fou blanc sur case blanche g2 · Pion blanc sur case noire h2 · Tour blanche sur case noire a1 · Cavalier blanc sur case blanche b1 · Fou blanc sur case noire c1 · Dame blanche sur case blanche d1 · Tour blanche sur case blanche f1 · Roi blanc sur case noire g1 | 6 |
| 5 | Tour noire sur case blanche a8 · Cavalier noir sur case noire b8 · Fou noir sur case blanche c8 · Dame noire sur case noire d8 · Tour noire sur case noire f8 · Roi noir sur case blanche g8 · Pion noir sur case noire a7 · Pion noir sur case blanche b7 · Pion noir sur case noire e7 · Pion noir sur case blanche f7 · Fou noir sur case noire g7 · Pion noir sur case blanche h7 · Pion noir sur case blanche c6 · Cavalier noir sur case noire f6 · Pion noir sur case blanche g6 · Pion noir sur case blanche d5 · Pion blanc sur case blanche c4 · Pion blanc sur case noire d4 · Cavalier blanc sur case blanche f3 · Pion blanc sur case noire g3 · Pion blanc sur case blanche a2 · Pion blanc sur case noire b2 · Pion blanc sur case blanche e2 · Pion blanc sur case noire f2 · Fou blanc sur case blanche g2 · Pion blanc sur case noire h2 · Tour blanche sur case noire a1 · Cavalier blanc sur case blanche b1 · Fou blanc sur case noire c1 · Dame blanche sur case blanche d1 · Tour blanche sur case blanche f1 · Roi blanc sur case noire g1 | Tour noire sur case blanche a8 · Cavalier noir sur case noire b8 · Fou noir sur case blanche c8 · Dame noire sur case noire d8 · Tour noire sur case noire f8 · Roi noir sur case blanche g8 · Pion noir sur case noire a7 · Pion noir sur case blanche b7 · Pion noir sur case noire e7 · Pion noir sur case blanche f7 · Fou noir sur case noire g7 · Pion noir sur case blanche h7 · Pion noir sur case blanche c6 · Cavalier noir sur case noire f6 · Pion noir sur case blanche g6 · Pion noir sur case blanche d5 · Pion blanc sur case blanche c4 · Pion blanc sur case noire d4 · Cavalier blanc sur case blanche f3 · Pion blanc sur case noire g3 · Pion blanc sur case blanche a2 · Pion blanc sur case noire b2 · Pion blanc sur case blanche e2 · Pion blanc sur case noire f2 · Fou blanc sur case blanche g2 · Pion blanc sur case noire h2 · Tour blanche sur case noire a1 · Cavalier blanc sur case blanche b1 · Fou blanc sur case noire c1 · Dame blanche sur case blanche d1 · Tour blanche sur case blanche f1 · Roi blanc sur case noire g1 | Tour noire sur case blanche a8 · Cavalier noir sur case noire b8 · Fou noir sur case blanche c8 · Dame noire sur case noire d8 · Tour noire sur case noire f8 · Roi noir sur case blanche g8 · Pion noir sur case noire a7 · Pion noir sur case blanche b7 · Pion noir sur case noire e7 · Pion noir sur case blanche f7 · Fou noir sur case noire g7 · Pion noir sur case blanche h7 · Pion noir sur case blanche c6 · Cavalier noir sur case noire f6 · Pion noir sur case blanche g6 · Pion noir sur case blanche d5 · Pion blanc sur case blanche c4 · Pion blanc sur case noire d4 · Cavalier blanc sur case blanche f3 · Pion blanc sur case noire g3 · Pion blanc sur case blanche a2 · Pion blanc sur case noire b2 · Pion blanc sur case blanche e2 · Pion blanc sur case noire f2 · Fou blanc sur case blanche g2 · Pion blanc sur case noire h2 · Tour blanche sur case noire a1 · Cavalier blanc sur case blanche b1 · Fou blanc sur case noire c1 · Dame blanche sur case blanche d1 · Tour blanche sur case blanche f1 · Roi blanc sur case noire g1 | Tour noire sur case blanche a8 · Cavalier noir sur case noire b8 · Fou noir sur case blanche c8 · Dame noire sur case noire d8 · Tour noire sur case noire f8 · Roi noir sur case blanche g8 · Pion noir sur case noire a7 · Pion noir sur case blanche b7 · Pion noir sur case noire e7 · Pion noir sur case blanche f7 · Fou noir sur case noire g7 · Pion noir sur case blanche h7 · Pion noir sur case blanche c6 · Cavalier noir sur case noire f6 · Pion noir sur case blanche g6 · Pion noir sur case blanche d5 · Pion blanc sur case blanche c4 · Pion blanc sur case noire d4 · Cavalier blanc sur case blanche f3 · Pion blanc sur case noire g3 · Pion blanc sur case blanche a2 · Pion blanc sur case noire b2 · Pion blanc sur case blanche e2 · Pion blanc sur case noire f2 · Fou blanc sur case blanche g2 · Pion blanc sur case noire h2 · Tour blanche sur case noire a1 · Cavalier blanc sur case blanche b1 · Fou blanc sur case noire c1 · Dame blanche sur case blanche d1 · Tour blanche sur case blanche f1 · Roi blanc sur case noire g1 | Tour noire sur case blanche a8 · Cavalier noir sur case noire b8 · Fou noir sur case blanche c8 · Dame noire sur case noire d8 · Tour noire sur case noire f8 · Roi noir sur case blanche g8 · Pion noir sur case noire a7 · Pion noir sur case blanche b7 · Pion noir sur case noire e7 · Pion noir sur case blanche f7 · Fou noir sur case noire g7 · Pion noir sur case blanche h7 · Pion noir sur case blanche c6 · Cavalier noir sur case noire f6 · Pion noir sur case blanche g6 · Pion noir sur case blanche d5 · Pion blanc sur case blanche c4 · Pion blanc sur case noire d4 · Cavalier blanc sur case blanche f3 · Pion blanc sur case noire g3 · Pion blanc sur case blanche a2 · Pion blanc sur case noire b2 · Pion blanc sur case blanche e2 · Pion blanc sur case noire f2 · Fou blanc sur case blanche g2 · Pion blanc sur case noire h2 · Tour blanche sur case noire a1 · Cavalier blanc sur case blanche b1 · Fou blanc sur case noire c1 · Dame blanche sur case blanche d1 · Tour blanche sur case blanche f1 · Roi blanc sur case noire g1 | Tour noire sur case blanche a8 · Cavalier noir sur case noire b8 · Fou noir sur case blanche c8 · Dame noire sur case noire d8 · Tour noire sur case noire f8 · Roi noir sur case blanche g8 · Pion noir sur case noire a7 · Pion noir sur case blanche b7 · Pion noir sur case noire e7 · Pion noir sur case blanche f7 · Fou noir sur case noire g7 · Pion noir sur case blanche h7 · Pion noir sur case blanche c6 · Cavalier noir sur case noire f6 · Pion noir sur case blanche g6 · Pion noir sur case blanche d5 · Pion blanc sur case blanche c4 · Pion blanc sur case noire d4 · Cavalier blanc sur case blanche f3 · Pion blanc sur case noire g3 · Pion blanc sur case blanche a2 · Pion blanc sur case noire b2 · Pion blanc sur case blanche e2 · Pion blanc sur case noire f2 · Fou blanc sur case blanche g2 · Pion blanc sur case noire h2 · Tour blanche sur case noire a1 · Cavalier blanc sur case blanche b1 · Fou blanc sur case noire c1 · Dame blanche sur case blanche d1 · Tour blanche sur case blanche f1 · Roi blanc sur case noire g1 | Tour noire sur case blanche a8 · Cavalier noir sur case noire b8 · Fou noir sur case blanche c8 · Dame noire sur case noire d8 · Tour noire sur case noire f8 · Roi noir sur case blanche g8 · Pion noir sur case noire a7 · Pion noir sur case blanche b7 · Pion noir sur case noire e7 · Pion noir sur case blanche f7 · Fou noir sur case noire g7 · Pion noir sur case blanche h7 · Pion noir sur case blanche c6 · Cavalier noir sur case noire f6 · Pion noir sur case blanche g6 · Pion noir sur case blanche d5 · Pion blanc sur case blanche c4 · Pion blanc sur case noire d4 · Cavalier blanc sur case blanche f3 · Pion blanc sur case noire g3 · Pion blanc sur case blanche a2 · Pion blanc sur case noire b2 · Pion blanc sur case blanche e2 · Pion blanc sur case noire f2 · Fou blanc sur case blanche g2 · Pion blanc sur case noire h2 · Tour blanche sur case noire a1 · Cavalier blanc sur case blanche b1 · Fou blanc sur case noire c1 · Dame blanche sur case blanche d1 · Tour blanche sur case blanche f1 · Roi blanc sur case noire g1 | Tour noire sur case blanche a8 · Cavalier noir sur case noire b8 · Fou noir sur case blanche c8 · Dame noire sur case noire d8 · Tour noire sur case noire f8 · Roi noir sur case blanche g8 · Pion noir sur case noire a7 · Pion noir sur case blanche b7 · Pion noir sur case noire e7 · Pion noir sur case blanche f7 · Fou noir sur case noire g7 · Pion noir sur case blanche h7 · Pion noir sur case blanche c6 · Cavalier noir sur case noire f6 · Pion noir sur case blanche g6 · Pion noir sur case blanche d5 · Pion blanc sur case blanche c4 · Pion blanc sur case noire d4 · Cavalier blanc sur case blanche f3 · Pion blanc sur case noire g3 · Pion blanc sur case blanche a2 · Pion blanc sur case noire b2 · Pion blanc sur case blanche e2 · Pion blanc sur case noire f2 · Fou blanc sur case blanche g2 · Pion blanc sur case noire h2 · Tour blanche sur case noire a1 · Cavalier blanc sur case blanche b1 · Fou blanc sur case noire c1 · Dame blanche sur case blanche d1 · Tour blanche sur case blanche f1 · Roi blanc sur case noire g1 | 5 |
| 4 | Tour noire sur case blanche a8 · Cavalier noir sur case noire b8 · Fou noir sur case blanche c8 · Dame noire sur case noire d8 · Tour noire sur case noire f8 · Roi noir sur case blanche g8 · Pion noir sur case noire a7 · Pion noir sur case blanche b7 · Pion noir sur case noire e7 · Pion noir sur case blanche f7 · Fou noir sur case noire g7 · Pion noir sur case blanche h7 · Pion noir sur case blanche c6 · Cavalier noir sur case noire f6 · Pion noir sur case blanche g6 · Pion noir sur case blanche d5 · Pion blanc sur case blanche c4 · Pion blanc sur case noire d4 · Cavalier blanc sur case blanche f3 · Pion blanc sur case noire g3 · Pion blanc sur case blanche a2 · Pion blanc sur case noire b2 · Pion blanc sur case blanche e2 · Pion blanc sur case noire f2 · Fou blanc sur case blanche g2 · Pion blanc sur case noire h2 · Tour blanche sur case noire a1 · Cavalier blanc sur case blanche b1 · Fou blanc sur case noire c1 · Dame blanche sur case blanche d1 · Tour blanche sur case blanche f1 · Roi blanc sur case noire g1 | Tour noire sur case blanche a8 · Cavalier noir sur case noire b8 · Fou noir sur case blanche c8 · Dame noire sur case noire d8 · Tour noire sur case noire f8 · Roi noir sur case blanche g8 · Pion noir sur case noire a7 · Pion noir sur case blanche b7 · Pion noir sur case noire e7 · Pion noir sur case blanche f7 · Fou noir sur case noire g7 · Pion noir sur case blanche h7 · Pion noir sur case blanche c6 · Cavalier noir sur case noire f6 · Pion noir sur case blanche g6 · Pion noir sur case blanche d5 · Pion blanc sur case blanche c4 · Pion blanc sur case noire d4 · Cavalier blanc sur case blanche f3 · Pion blanc sur case noire g3 · Pion blanc sur case blanche a2 · Pion blanc sur case noire b2 · Pion blanc sur case blanche e2 · Pion blanc sur case noire f2 · Fou blanc sur case blanche g2 · Pion blanc sur case noire h2 · Tour blanche sur case noire a1 · Cavalier blanc sur case blanche b1 · Fou blanc sur case noire c1 · Dame blanche sur case blanche d1 · Tour blanche sur case blanche f1 · Roi blanc sur case noire g1 | Tour noire sur case blanche a8 · Cavalier noir sur case noire b8 · Fou noir sur case blanche c8 · Dame noire sur case noire d8 · Tour noire sur case noire f8 · Roi noir sur case blanche g8 · Pion noir sur case noire a7 · Pion noir sur case blanche b7 · Pion noir sur case noire e7 · Pion noir sur case blanche f7 · Fou noir sur case noire g7 · Pion noir sur case blanche h7 · Pion noir sur case blanche c6 · Cavalier noir sur case noire f6 · Pion noir sur case blanche g6 · Pion noir sur case blanche d5 · Pion blanc sur case blanche c4 · Pion blanc sur case noire d4 · Cavalier blanc sur case blanche f3 · Pion blanc sur case noire g3 · Pion blanc sur case blanche a2 · Pion blanc sur case noire b2 · Pion blanc sur case blanche e2 · Pion blanc sur case noire f2 · Fou blanc sur case blanche g2 · Pion blanc sur case noire h2 · Tour blanche sur case noire a1 · Cavalier blanc sur case blanche b1 · Fou blanc sur case noire c1 · Dame blanche sur case blanche d1 · Tour blanche sur case blanche f1 · Roi blanc sur case noire g1 | Tour noire sur case blanche a8 · Cavalier noir sur case noire b8 · Fou noir sur case blanche c8 · Dame noire sur case noire d8 · Tour noire sur case noire f8 · Roi noir sur case blanche g8 · Pion noir sur case noire a7 · Pion noir sur case blanche b7 · Pion noir sur case noire e7 · Pion noir sur case blanche f7 · Fou noir sur case noire g7 · Pion noir sur case blanche h7 · Pion noir sur case blanche c6 · Cavalier noir sur case noire f6 · Pion noir sur case blanche g6 · Pion noir sur case blanche d5 · Pion blanc sur case blanche c4 · Pion blanc sur case noire d4 · Cavalier blanc sur case blanche f3 · Pion blanc sur case noire g3 · Pion blanc sur case blanche a2 · Pion blanc sur case noire b2 · Pion blanc sur case blanche e2 · Pion blanc sur case noire f2 · Fou blanc sur case blanche g2 · Pion blanc sur case noire h2 · Tour blanche sur case noire a1 · Cavalier blanc sur case blanche b1 · Fou blanc sur case noire c1 · Dame blanche sur case blanche d1 · Tour blanche sur case blanche f1 · Roi blanc sur case noire g1 | Tour noire sur case blanche a8 · Cavalier noir sur case noire b8 · Fou noir sur case blanche c8 · Dame noire sur case noire d8 · Tour noire sur case noire f8 · Roi noir sur case blanche g8 · Pion noir sur case noire a7 · Pion noir sur case blanche b7 · Pion noir sur case noire e7 · Pion noir sur case blanche f7 · Fou noir sur case noire g7 · Pion noir sur case blanche h7 · Pion noir sur case blanche c6 · Cavalier noir sur case noire f6 · Pion noir sur case blanche g6 · Pion noir sur case blanche d5 · Pion blanc sur case blanche c4 · Pion blanc sur case noire d4 · Cavalier blanc sur case blanche f3 · Pion blanc sur case noire g3 · Pion blanc sur case blanche a2 · Pion blanc sur case noire b2 · Pion blanc sur case blanche e2 · Pion blanc sur case noire f2 · Fou blanc sur case blanche g2 · Pion blanc sur case noire h2 · Tour blanche sur case noire a1 · Cavalier blanc sur case blanche b1 · Fou blanc sur case noire c1 · Dame blanche sur case blanche d1 · Tour blanche sur case blanche f1 · Roi blanc sur case noire g1 | Tour noire sur case blanche a8 · Cavalier noir sur case noire b8 · Fou noir sur case blanche c8 · Dame noire sur case noire d8 · Tour noire sur case noire f8 · Roi noir sur case blanche g8 · Pion noir sur case noire a7 · Pion noir sur case blanche b7 · Pion noir sur case noire e7 · Pion noir sur case blanche f7 · Fou noir sur case noire g7 · Pion noir sur case blanche h7 · Pion noir sur case blanche c6 · Cavalier noir sur case noire f6 · Pion noir sur case blanche g6 · Pion noir sur case blanche d5 · Pion blanc sur case blanche c4 · Pion blanc sur case noire d4 · Cavalier blanc sur case blanche f3 · Pion blanc sur case noire g3 · Pion blanc sur case blanche a2 · Pion blanc sur case noire b2 · Pion blanc sur case blanche e2 · Pion blanc sur case noire f2 · Fou blanc sur case blanche g2 · Pion blanc sur case noire h2 · Tour blanche sur case noire a1 · Cavalier blanc sur case blanche b1 · Fou blanc sur case noire c1 · Dame blanche sur case blanche d1 · Tour blanche sur case blanche f1 · Roi blanc sur case noire g1 | Tour noire sur case blanche a8 · Cavalier noir sur case noire b8 · Fou noir sur case blanche c8 · Dame noire sur case noire d8 · Tour noire sur case noire f8 · Roi noir sur case blanche g8 · Pion noir sur case noire a7 · Pion noir sur case blanche b7 · Pion noir sur case noire e7 · Pion noir sur case blanche f7 · Fou noir sur case noire g7 · Pion noir sur case blanche h7 · Pion noir sur case blanche c6 · Cavalier noir sur case noire f6 · Pion noir sur case blanche g6 · Pion noir sur case blanche d5 · Pion blanc sur case blanche c4 · Pion blanc sur case noire d4 · Cavalier blanc sur case blanche f3 · Pion blanc sur case noire g3 · Pion blanc sur case blanche a2 · Pion blanc sur case noire b2 · Pion blanc sur case blanche e2 · Pion blanc sur case noire f2 · Fou blanc sur case blanche g2 · Pion blanc sur case noire h2 · Tour blanche sur case noire a1 · Cavalier blanc sur case blanche b1 · Fou blanc sur case noire c1 · Dame blanche sur case blanche d1 · Tour blanche sur case blanche f1 · Roi blanc sur case noire g1 | Tour noire sur case blanche a8 · Cavalier noir sur case noire b8 · Fou noir sur case blanche c8 · Dame noire sur case noire d8 · Tour noire sur case noire f8 · Roi noir sur case blanche g8 · Pion noir sur case noire a7 · Pion noir sur case blanche b7 · Pion noir sur case noire e7 · Pion noir sur case blanche f7 · Fou noir sur case noire g7 · Pion noir sur case blanche h7 · Pion noir sur case blanche c6 · Cavalier noir sur case noire f6 · Pion noir sur case blanche g6 · Pion noir sur case blanche d5 · Pion blanc sur case blanche c4 · Pion blanc sur case noire d4 · Cavalier blanc sur case blanche f3 · Pion blanc sur case noire g3 · Pion blanc sur case blanche a2 · Pion blanc sur case noire b2 · Pion blanc sur case blanche e2 · Pion blanc sur case noire f2 · Fou blanc sur case blanche g2 · Pion blanc sur case noire h2 · Tour blanche sur case noire a1 · Cavalier blanc sur case blanche b1 · Fou blanc sur case noire c1 · Dame blanche sur case blanche d1 · Tour blanche sur case blanche f1 · Roi blanc sur case noire g1 | 4 |
| 3 | Tour noire sur case blanche a8 · Cavalier noir sur case noire b8 · Fou noir sur case blanche c8 · Dame noire sur case noire d8 · Tour noire sur case noire f8 · Roi noir sur case blanche g8 · Pion noir sur case noire a7 · Pion noir sur case blanche b7 · Pion noir sur case noire e7 · Pion noir sur case blanche f7 · Fou noir sur case noire g7 · Pion noir sur case blanche h7 · Pion noir sur case blanche c6 · Cavalier noir sur case noire f6 · Pion noir sur case blanche g6 · Pion noir sur case blanche d5 · Pion blanc sur case blanche c4 · Pion blanc sur case noire d4 · Cavalier blanc sur case blanche f3 · Pion blanc sur case noire g3 · Pion blanc sur case blanche a2 · Pion blanc sur case noire b2 · Pion blanc sur case blanche e2 · Pion blanc sur case noire f2 · Fou blanc sur case blanche g2 · Pion blanc sur case noire h2 · Tour blanche sur case noire a1 · Cavalier blanc sur case blanche b1 · Fou blanc sur case noire c1 · Dame blanche sur case blanche d1 · Tour blanche sur case blanche f1 · Roi blanc sur case noire g1 | Tour noire sur case blanche a8 · Cavalier noir sur case noire b8 · Fou noir sur case blanche c8 · Dame noire sur case noire d8 · Tour noire sur case noire f8 · Roi noir sur case blanche g8 · Pion noir sur case noire a7 · Pion noir sur case blanche b7 · Pion noir sur case noire e7 · Pion noir sur case blanche f7 · Fou noir sur case noire g7 · Pion noir sur case blanche h7 · Pion noir sur case blanche c6 · Cavalier noir sur case noire f6 · Pion noir sur case blanche g6 · Pion noir sur case blanche d5 · Pion blanc sur case blanche c4 · Pion blanc sur case noire d4 · Cavalier blanc sur case blanche f3 · Pion blanc sur case noire g3 · Pion blanc sur case blanche a2 · Pion blanc sur case noire b2 · Pion blanc sur case blanche e2 · Pion blanc sur case noire f2 · Fou blanc sur case blanche g2 · Pion blanc sur case noire h2 · Tour blanche sur case noire a1 · Cavalier blanc sur case blanche b1 · Fou blanc sur case noire c1 · Dame blanche sur case blanche d1 · Tour blanche sur case blanche f1 · Roi blanc sur case noire g1 | Tour noire sur case blanche a8 · Cavalier noir sur case noire b8 · Fou noir sur case blanche c8 · Dame noire sur case noire d8 · Tour noire sur case noire f8 · Roi noir sur case blanche g8 · Pion noir sur case noire a7 · Pion noir sur case blanche b7 · Pion noir sur case noire e7 · Pion noir sur case blanche f7 · Fou noir sur case noire g7 · Pion noir sur case blanche h7 · Pion noir sur case blanche c6 · Cavalier noir sur case noire f6 · Pion noir sur case blanche g6 · Pion noir sur case blanche d5 · Pion blanc sur case blanche c4 · Pion blanc sur case noire d4 · Cavalier blanc sur case blanche f3 · Pion blanc sur case noire g3 · Pion blanc sur case blanche a2 · Pion blanc sur case noire b2 · Pion blanc sur case blanche e2 · Pion blanc sur case noire f2 · Fou blanc sur case blanche g2 · Pion blanc sur case noire h2 · Tour blanche sur case noire a1 · Cavalier blanc sur case blanche b1 · Fou blanc sur case noire c1 · Dame blanche sur case blanche d1 · Tour blanche sur case blanche f1 · Roi blanc sur case noire g1 | Tour noire sur case blanche a8 · Cavalier noir sur case noire b8 · Fou noir sur case blanche c8 · Dame noire sur case noire d8 · Tour noire sur case noire f8 · Roi noir sur case blanche g8 · Pion noir sur case noire a7 · Pion noir sur case blanche b7 · Pion noir sur case noire e7 · Pion noir sur case blanche f7 · Fou noir sur case noire g7 · Pion noir sur case blanche h7 · Pion noir sur case blanche c6 · Cavalier noir sur case noire f6 · Pion noir sur case blanche g6 · Pion noir sur case blanche d5 · Pion blanc sur case blanche c4 · Pion blanc sur case noire d4 · Cavalier blanc sur case blanche f3 · Pion blanc sur case noire g3 · Pion blanc sur case blanche a2 · Pion blanc sur case noire b2 · Pion blanc sur case blanche e2 · Pion blanc sur case noire f2 · Fou blanc sur case blanche g2 · Pion blanc sur case noire h2 · Tour blanche sur case noire a1 · Cavalier blanc sur case blanche b1 · Fou blanc sur case noire c1 · Dame blanche sur case blanche d1 · Tour blanche sur case blanche f1 · Roi blanc sur case noire g1 | Tour noire sur case blanche a8 · Cavalier noir sur case noire b8 · Fou noir sur case blanche c8 · Dame noire sur case noire d8 · Tour noire sur case noire f8 · Roi noir sur case blanche g8 · Pion noir sur case noire a7 · Pion noir sur case blanche b7 · Pion noir sur case noire e7 · Pion noir sur case blanche f7 · Fou noir sur case noire g7 · Pion noir sur case blanche h7 · Pion noir sur case blanche c6 · Cavalier noir sur case noire f6 · Pion noir sur case blanche g6 · Pion noir sur case blanche d5 · Pion blanc sur case blanche c4 · Pion blanc sur case noire d4 · Cavalier blanc sur case blanche f3 · Pion blanc sur case noire g3 · Pion blanc sur case blanche a2 · Pion blanc sur case noire b2 · Pion blanc sur case blanche e2 · Pion blanc sur case noire f2 · Fou blanc sur case blanche g2 · Pion blanc sur case noire h2 · Tour blanche sur case noire a1 · Cavalier blanc sur case blanche b1 · Fou blanc sur case noire c1 · Dame blanche sur case blanche d1 · Tour blanche sur case blanche f1 · Roi blanc sur case noire g1 | Tour noire sur case blanche a8 · Cavalier noir sur case noire b8 · Fou noir sur case blanche c8 · Dame noire sur case noire d8 · Tour noire sur case noire f8 · Roi noir sur case blanche g8 · Pion noir sur case noire a7 · Pion noir sur case blanche b7 · Pion noir sur case noire e7 · Pion noir sur case blanche f7 · Fou noir sur case noire g7 · Pion noir sur case blanche h7 · Pion noir sur case blanche c6 · Cavalier noir sur case noire f6 · Pion noir sur case blanche g6 · Pion noir sur case blanche d5 · Pion blanc sur case blanche c4 · Pion blanc sur case noire d4 · Cavalier blanc sur case blanche f3 · Pion blanc sur case noire g3 · Pion blanc sur case blanche a2 · Pion blanc sur case noire b2 · Pion blanc sur case blanche e2 · Pion blanc sur case noire f2 · Fou blanc sur case blanche g2 · Pion blanc sur case noire h2 · Tour blanche sur case noire a1 · Cavalier blanc sur case blanche b1 · Fou blanc sur case noire c1 · Dame blanche sur case blanche d1 · Tour blanche sur case blanche f1 · Roi blanc sur case noire g1 | Tour noire sur case blanche a8 · Cavalier noir sur case noire b8 · Fou noir sur case blanche c8 · Dame noire sur case noire d8 · Tour noire sur case noire f8 · Roi noir sur case blanche g8 · Pion noir sur case noire a7 · Pion noir sur case blanche b7 · Pion noir sur case noire e7 · Pion noir sur case blanche f7 · Fou noir sur case noire g7 · Pion noir sur case blanche h7 · Pion noir sur case blanche c6 · Cavalier noir sur case noire f6 · Pion noir sur case blanche g6 · Pion noir sur case blanche d5 · Pion blanc sur case blanche c4 · Pion blanc sur case noire d4 · Cavalier blanc sur case blanche f3 · Pion blanc sur case noire g3 · Pion blanc sur case blanche a2 · Pion blanc sur case noire b2 · Pion blanc sur case blanche e2 · Pion blanc sur case noire f2 · Fou blanc sur case blanche g2 · Pion blanc sur case noire h2 · Tour blanche sur case noire a1 · Cavalier blanc sur case blanche b1 · Fou blanc sur case noire c1 · Dame blanche sur case blanche d1 · Tour blanche sur case blanche f1 · Roi blanc sur case noire g1 | Tour noire sur case blanche a8 · Cavalier noir sur case noire b8 · Fou noir sur case blanche c8 · Dame noire sur case noire d8 · Tour noire sur case noire f8 · Roi noir sur case blanche g8 · Pion noir sur case noire a7 · Pion noir sur case blanche b7 · Pion noir sur case noire e7 · Pion noir sur case blanche f7 · Fou noir sur case noire g7 · Pion noir sur case blanche h7 · Pion noir sur case blanche c6 · Cavalier noir sur case noire f6 · Pion noir sur case blanche g6 · Pion noir sur case blanche d5 · Pion blanc sur case blanche c4 · Pion blanc sur case noire d4 · Cavalier blanc sur case blanche f3 · Pion blanc sur case noire g3 · Pion blanc sur case blanche a2 · Pion blanc sur case noire b2 · Pion blanc sur case blanche e2 · Pion blanc sur case noire f2 · Fou blanc sur case blanche g2 · Pion blanc sur case noire h2 · Tour blanche sur case noire a1 · Cavalier blanc sur case blanche b1 · Fou blanc sur case noire c1 · Dame blanche sur case blanche d1 · Tour blanche sur case blanche f1 · Roi blanc sur case noire g1 | 3 |
| 2 | Tour noire sur case blanche a8 · Cavalier noir sur case noire b8 · Fou noir sur case blanche c8 · Dame noire sur case noire d8 · Tour noire sur case noire f8 · Roi noir sur case blanche g8 · Pion noir sur case noire a7 · Pion noir sur case blanche b7 · Pion noir sur case noire e7 · Pion noir sur case blanche f7 · Fou noir sur case noire g7 · Pion noir sur case blanche h7 · Pion noir sur case blanche c6 · Cavalier noir sur case noire f6 · Pion noir sur case blanche g6 · Pion noir sur case blanche d5 · Pion blanc sur case blanche c4 · Pion blanc sur case noire d4 · Cavalier blanc sur case blanche f3 · Pion blanc sur case noire g3 · Pion blanc sur case blanche a2 · Pion blanc sur case noire b2 · Pion blanc sur case blanche e2 · Pion blanc sur case noire f2 · Fou blanc sur case blanche g2 · Pion blanc sur case noire h2 · Tour blanche sur case noire a1 · Cavalier blanc sur case blanche b1 · Fou blanc sur case noire c1 · Dame blanche sur case blanche d1 · Tour blanche sur case blanche f1 · Roi blanc sur case noire g1 | Tour noire sur case blanche a8 · Cavalier noir sur case noire b8 · Fou noir sur case blanche c8 · Dame noire sur case noire d8 · Tour noire sur case noire f8 · Roi noir sur case blanche g8 · Pion noir sur case noire a7 · Pion noir sur case blanche b7 · Pion noir sur case noire e7 · Pion noir sur case blanche f7 · Fou noir sur case noire g7 · Pion noir sur case blanche h7 · Pion noir sur case blanche c6 · Cavalier noir sur case noire f6 · Pion noir sur case blanche g6 · Pion noir sur case blanche d5 · Pion blanc sur case blanche c4 · Pion blanc sur case noire d4 · Cavalier blanc sur case blanche f3 · Pion blanc sur case noire g3 · Pion blanc sur case blanche a2 · Pion blanc sur case noire b2 · Pion blanc sur case blanche e2 · Pion blanc sur case noire f2 · Fou blanc sur case blanche g2 · Pion blanc sur case noire h2 · Tour blanche sur case noire a1 · Cavalier blanc sur case blanche b1 · Fou blanc sur case noire c1 · Dame blanche sur case blanche d1 · Tour blanche sur case blanche f1 · Roi blanc sur case noire g1 | Tour noire sur case blanche a8 · Cavalier noir sur case noire b8 · Fou noir sur case blanche c8 · Dame noire sur case noire d8 · Tour noire sur case noire f8 · Roi noir sur case blanche g8 · Pion noir sur case noire a7 · Pion noir sur case blanche b7 · Pion noir sur case noire e7 · Pion noir sur case blanche f7 · Fou noir sur case noire g7 · Pion noir sur case blanche h7 · Pion noir sur case blanche c6 · Cavalier noir sur case noire f6 · Pion noir sur case blanche g6 · Pion noir sur case blanche d5 · Pion blanc sur case blanche c4 · Pion blanc sur case noire d4 · Cavalier blanc sur case blanche f3 · Pion blanc sur case noire g3 · Pion blanc sur case blanche a2 · Pion blanc sur case noire b2 · Pion blanc sur case blanche e2 · Pion blanc sur case noire f2 · Fou blanc sur case blanche g2 · Pion blanc sur case noire h2 · Tour blanche sur case noire a1 · Cavalier blanc sur case blanche b1 · Fou blanc sur case noire c1 · Dame blanche sur case blanche d1 · Tour blanche sur case blanche f1 · Roi blanc sur case noire g1 | Tour noire sur case blanche a8 · Cavalier noir sur case noire b8 · Fou noir sur case blanche c8 · Dame noire sur case noire d8 · Tour noire sur case noire f8 · Roi noir sur case blanche g8 · Pion noir sur case noire a7 · Pion noir sur case blanche b7 · Pion noir sur case noire e7 · Pion noir sur case blanche f7 · Fou noir sur case noire g7 · Pion noir sur case blanche h7 · Pion noir sur case blanche c6 · Cavalier noir sur case noire f6 · Pion noir sur case blanche g6 · Pion noir sur case blanche d5 · Pion blanc sur case blanche c4 · Pion blanc sur case noire d4 · Cavalier blanc sur case blanche f3 · Pion blanc sur case noire g3 · Pion blanc sur case blanche a2 · Pion blanc sur case noire b2 · Pion blanc sur case blanche e2 · Pion blanc sur case noire f2 · Fou blanc sur case blanche g2 · Pion blanc sur case noire h2 · Tour blanche sur case noire a1 · Cavalier blanc sur case blanche b1 · Fou blanc sur case noire c1 · Dame blanche sur case blanche d1 · Tour blanche sur case blanche f1 · Roi blanc sur case noire g1 | Tour noire sur case blanche a8 · Cavalier noir sur case noire b8 · Fou noir sur case blanche c8 · Dame noire sur case noire d8 · Tour noire sur case noire f8 · Roi noir sur case blanche g8 · Pion noir sur case noire a7 · Pion noir sur case blanche b7 · Pion noir sur case noire e7 · Pion noir sur case blanche f7 · Fou noir sur case noire g7 · Pion noir sur case blanche h7 · Pion noir sur case blanche c6 · Cavalier noir sur case noire f6 · Pion noir sur case blanche g6 · Pion noir sur case blanche d5 · Pion blanc sur case blanche c4 · Pion blanc sur case noire d4 · Cavalier blanc sur case blanche f3 · Pion blanc sur case noire g3 · Pion blanc sur case blanche a2 · Pion blanc sur case noire b2 · Pion blanc sur case blanche e2 · Pion blanc sur case noire f2 · Fou blanc sur case blanche g2 · Pion blanc sur case noire h2 · Tour blanche sur case noire a1 · Cavalier blanc sur case blanche b1 · Fou blanc sur case noire c1 · Dame blanche sur case blanche d1 · Tour blanche sur case blanche f1 · Roi blanc sur case noire g1 | Tour noire sur case blanche a8 · Cavalier noir sur case noire b8 · Fou noir sur case blanche c8 · Dame noire sur case noire d8 · Tour noire sur case noire f8 · Roi noir sur case blanche g8 · Pion noir sur case noire a7 · Pion noir sur case blanche b7 · Pion noir sur case noire e7 · Pion noir sur case blanche f7 · Fou noir sur case noire g7 · Pion noir sur case blanche h7 · Pion noir sur case blanche c6 · Cavalier noir sur case noire f6 · Pion noir sur case blanche g6 · Pion noir sur case blanche d5 · Pion blanc sur case blanche c4 · Pion blanc sur case noire d4 · Cavalier blanc sur case blanche f3 · Pion blanc sur case noire g3 · Pion blanc sur case blanche a2 · Pion blanc sur case noire b2 · Pion blanc sur case blanche e2 · Pion blanc sur case noire f2 · Fou blanc sur case blanche g2 · Pion blanc sur case noire h2 · Tour blanche sur case noire a1 · Cavalier blanc sur case blanche b1 · Fou blanc sur case noire c1 · Dame blanche sur case blanche d1 · Tour blanche sur case blanche f1 · Roi blanc sur case noire g1 | Tour noire sur case blanche a8 · Cavalier noir sur case noire b8 · Fou noir sur case blanche c8 · Dame noire sur case noire d8 · Tour noire sur case noire f8 · Roi noir sur case blanche g8 · Pion noir sur case noire a7 · Pion noir sur case blanche b7 · Pion noir sur case noire e7 · Pion noir sur case blanche f7 · Fou noir sur case noire g7 · Pion noir sur case blanche h7 · Pion noir sur case blanche c6 · Cavalier noir sur case noire f6 · Pion noir sur case blanche g6 · Pion noir sur case blanche d5 · Pion blanc sur case blanche c4 · Pion blanc sur case noire d4 · Cavalier blanc sur case blanche f3 · Pion blanc sur case noire g3 · Pion blanc sur case blanche a2 · Pion blanc sur case noire b2 · Pion blanc sur case blanche e2 · Pion blanc sur case noire f2 · Fou blanc sur case blanche g2 · Pion blanc sur case noire h2 · Tour blanche sur case noire a1 · Cavalier blanc sur case blanche b1 · Fou blanc sur case noire c1 · Dame blanche sur case blanche d1 · Tour blanche sur case blanche f1 · Roi blanc sur case noire g1 | Tour noire sur case blanche a8 · Cavalier noir sur case noire b8 · Fou noir sur case blanche c8 · Dame noire sur case noire d8 · Tour noire sur case noire f8 · Roi noir sur case blanche g8 · Pion noir sur case noire a7 · Pion noir sur case blanche b7 · Pion noir sur case noire e7 · Pion noir sur case blanche f7 · Fou noir sur case noire g7 · Pion noir sur case blanche h7 · Pion noir sur case blanche c6 · Cavalier noir sur case noire f6 · Pion noir sur case blanche g6 · Pion noir sur case blanche d5 · Pion blanc sur case blanche c4 · Pion blanc sur case noire d4 · Cavalier blanc sur case blanche f3 · Pion blanc sur case noire g3 · Pion blanc sur case blanche a2 · Pion blanc sur case noire b2 · Pion blanc sur case blanche e2 · Pion blanc sur case noire f2 · Fou blanc sur case blanche g2 · Pion blanc sur case noire h2 · Tour blanche sur case noire a1 · Cavalier blanc sur case blanche b1 · Fou blanc sur case noire c1 · Dame blanche sur case blanche d1 · Tour blanche sur case blanche f1 · Roi blanc sur case noire g1 | 2 |
| 1 | Tour noire sur case blanche a8 · Cavalier noir sur case noire b8 · Fou noir sur case blanche c8 · Dame noire sur case noire d8 · Tour noire sur case noire f8 · Roi noir sur case blanche g8 · Pion noir sur case noire a7 · Pion noir sur case blanche b7 · Pion noir sur case noire e7 · Pion noir sur case blanche f7 · Fou noir sur case noire g7 · Pion noir sur case blanche h7 · Pion noir sur case blanche c6 · Cavalier noir sur case noire f6 · Pion noir sur case blanche g6 · Pion noir sur case blanche d5 · Pion blanc sur case blanche c4 · Pion blanc sur case noire d4 · Cavalier blanc sur case blanche f3 · Pion blanc sur case noire g3 · Pion blanc sur case blanche a2 · Pion blanc sur case noire b2 · Pion blanc sur case blanche e2 · Pion blanc sur case noire f2 · Fou blanc sur case blanche g2 · Pion blanc sur case noire h2 · Tour blanche sur case noire a1 · Cavalier blanc sur case blanche b1 · Fou blanc sur case noire c1 · Dame blanche sur case blanche d1 · Tour blanche sur case blanche f1 · Roi blanc sur case noire g1 | Tour noire sur case blanche a8 · Cavalier noir sur case noire b8 · Fou noir sur case blanche c8 · Dame noire sur case noire d8 · Tour noire sur case noire f8 · Roi noir sur case blanche g8 · Pion noir sur case noire a7 · Pion noir sur case blanche b7 · Pion noir sur case noire e7 · Pion noir sur case blanche f7 · Fou noir sur case noire g7 · Pion noir sur case blanche h7 · Pion noir sur case blanche c6 · Cavalier noir sur case noire f6 · Pion noir sur case blanche g6 · Pion noir sur case blanche d5 · Pion blanc sur case blanche c4 · Pion blanc sur case noire d4 · Cavalier blanc sur case blanche f3 · Pion blanc sur case noire g3 · Pion blanc sur case blanche a2 · Pion blanc sur case noire b2 · Pion blanc sur case blanche e2 · Pion blanc sur case noire f2 · Fou blanc sur case blanche g2 · Pion blanc sur case noire h2 · Tour blanche sur case noire a1 · Cavalier blanc sur case blanche b1 · Fou blanc sur case noire c1 · Dame blanche sur case blanche d1 · Tour blanche sur case blanche f1 · Roi blanc sur case noire g1 | Tour noire sur case blanche a8 · Cavalier noir sur case noire b8 · Fou noir sur case blanche c8 · Dame noire sur case noire d8 · Tour noire sur case noire f8 · Roi noir sur case blanche g8 · Pion noir sur case noire a7 · Pion noir sur case blanche b7 · Pion noir sur case noire e7 · Pion noir sur case blanche f7 · Fou noir sur case noire g7 · Pion noir sur case blanche h7 · Pion noir sur case blanche c6 · Cavalier noir sur case noire f6 · Pion noir sur case blanche g6 · Pion noir sur case blanche d5 · Pion blanc sur case blanche c4 · Pion blanc sur case noire d4 · Cavalier blanc sur case blanche f3 · Pion blanc sur case noire g3 · Pion blanc sur case blanche a2 · Pion blanc sur case noire b2 · Pion blanc sur case blanche e2 · Pion blanc sur case noire f2 · Fou blanc sur case blanche g2 · Pion blanc sur case noire h2 · Tour blanche sur case noire a1 · Cavalier blanc sur case blanche b1 · Fou blanc sur case noire c1 · Dame blanche sur case blanche d1 · Tour blanche sur case blanche f1 · Roi blanc sur case noire g1 | Tour noire sur case blanche a8 · Cavalier noir sur case noire b8 · Fou noir sur case blanche c8 · Dame noire sur case noire d8 · Tour noire sur case noire f8 · Roi noir sur case blanche g8 · Pion noir sur case noire a7 · Pion noir sur case blanche b7 · Pion noir sur case noire e7 · Pion noir sur case blanche f7 · Fou noir sur case noire g7 · Pion noir sur case blanche h7 · Pion noir sur case blanche c6 · Cavalier noir sur case noire f6 · Pion noir sur case blanche g6 · Pion noir sur case blanche d5 · Pion blanc sur case blanche c4 · Pion blanc sur case noire d4 · Cavalier blanc sur case blanche f3 · Pion blanc sur case noire g3 · Pion blanc sur case blanche a2 · Pion blanc sur case noire b2 · Pion blanc sur case blanche e2 · Pion blanc sur case noire f2 · Fou blanc sur case blanche g2 · Pion blanc sur case noire h2 · Tour blanche sur case noire a1 · Cavalier blanc sur case blanche b1 · Fou blanc sur case noire c1 · Dame blanche sur case blanche d1 · Tour blanche sur case blanche f1 · Roi blanc sur case noire g1 | Tour noire sur case blanche a8 · Cavalier noir sur case noire b8 · Fou noir sur case blanche c8 · Dame noire sur case noire d8 · Tour noire sur case noire f8 · Roi noir sur case blanche g8 · Pion noir sur case noire a7 · Pion noir sur case blanche b7 · Pion noir sur case noire e7 · Pion noir sur case blanche f7 · Fou noir sur case noire g7 · Pion noir sur case blanche h7 · Pion noir sur case blanche c6 · Cavalier noir sur case noire f6 · Pion noir sur case blanche g6 · Pion noir sur case blanche d5 · Pion blanc sur case blanche c4 · Pion blanc sur case noire d4 · Cavalier blanc sur case blanche f3 · Pion blanc sur case noire g3 · Pion blanc sur case blanche a2 · Pion blanc sur case noire b2 · Pion blanc sur case blanche e2 · Pion blanc sur case noire f2 · Fou blanc sur case blanche g2 · Pion blanc sur case noire h2 · Tour blanche sur case noire a1 · Cavalier blanc sur case blanche b1 · Fou blanc sur case noire c1 · Dame blanche sur case blanche d1 · Tour blanche sur case blanche f1 · Roi blanc sur case noire g1 | Tour noire sur case blanche a8 · Cavalier noir sur case noire b8 · Fou noir sur case blanche c8 · Dame noire sur case noire d8 · Tour noire sur case noire f8 · Roi noir sur case blanche g8 · Pion noir sur case noire a7 · Pion noir sur case blanche b7 · Pion noir sur case noire e7 · Pion noir sur case blanche f7 · Fou noir sur case noire g7 · Pion noir sur case blanche h7 · Pion noir sur case blanche c6 · Cavalier noir sur case noire f6 · Pion noir sur case blanche g6 · Pion noir sur case blanche d5 · Pion blanc sur case blanche c4 · Pion blanc sur case noire d4 · Cavalier blanc sur case blanche f3 · Pion blanc sur case noire g3 · Pion blanc sur case blanche a2 · Pion blanc sur case noire b2 · Pion blanc sur case blanche e2 · Pion blanc sur case noire f2 · Fou blanc sur case blanche g2 · Pion blanc sur case noire h2 · Tour blanche sur case noire a1 · Cavalier blanc sur case blanche b1 · Fou blanc sur case noire c1 · Dame blanche sur case blanche d1 · Tour blanche sur case blanche f1 · Roi blanc sur case noire g1 | Tour noire sur case blanche a8 · Cavalier noir sur case noire b8 · Fou noir sur case blanche c8 · Dame noire sur case noire d8 · Tour noire sur case noire f8 · Roi noir sur case blanche g8 · Pion noir sur case noire a7 · Pion noir sur case blanche b7 · Pion noir sur case noire e7 · Pion noir sur case blanche f7 · Fou noir sur case noire g7 · Pion noir sur case blanche h7 · Pion noir sur case blanche c6 · Cavalier noir sur case noire f6 · Pion noir sur case blanche g6 · Pion noir sur case blanche d5 · Pion blanc sur case blanche c4 · Pion blanc sur case noire d4 · Cavalier blanc sur case blanche f3 · Pion blanc sur case noire g3 · Pion blanc sur case blanche a2 · Pion blanc sur case noire b2 · Pion blanc sur case blanche e2 · Pion blanc sur case noire f2 · Fou blanc sur case blanche g2 · Pion blanc sur case noire h2 · Tour blanche sur case noire a1 · Cavalier blanc sur case blanche b1 · Fou blanc sur case noire c1 · Dame blanche sur case blanche d1 · Tour blanche sur case blanche f1 · Roi blanc sur case noire g1 | Tour noire sur case blanche a8 · Cavalier noir sur case noire b8 · Fou noir sur case blanche c8 · Dame noire sur case noire d8 · Tour noire sur case noire f8 · Roi noir sur case blanche g8 · Pion noir sur case noire a7 · Pion noir sur case blanche b7 · Pion noir sur case noire e7 · Pion noir sur case blanche f7 · Fou noir sur case noire g7 · Pion noir sur case blanche h7 · Pion noir sur case blanche c6 · Cavalier noir sur case noire f6 · Pion noir sur case blanche g6 · Pion noir sur case blanche d5 · Pion blanc sur case blanche c4 · Pion blanc sur case noire d4 · Cavalier blanc sur case blanche f3 · Pion blanc sur case noire g3 · Pion blanc sur case blanche a2 · Pion blanc sur case noire b2 · Pion blanc sur case blanche e2 · Pion blanc sur case noire f2 · Fou blanc sur case blanche g2 · Pion blanc sur case noire h2 · Tour blanche sur case noire a1 · Cavalier blanc sur case blanche b1 · Fou blanc sur case noire c1 · Dame blanche sur case blanche d1 · Tour blanche sur case blanche f1 · Roi blanc sur case noire g1 | 1 |
|   | a | b | c | d | e | f | g | h |   |

La septième partie du match, une nulle en 72 coups, a été jouée le 3 décembre. Elle s'est avérée être un effort passionnant pour les deux joueurs. En défense néo-Grünfeld, Gukesh a joué le nouveau coup 7.Te1, qui a introduit une idée complètement nouvelle dans la théorie. Ding a mal réagi avec 9...c5?!, et Gukesh a gagné à la fois une position forte et un avantage de temps significatif. Sous une pression sérieuse, Ding a opté pour la manœuvre de la dame Qa6xa2, que le grand-maître Anish Giri a évalué comme le désespoir d'un joueur qui sait qu'il est en train de perdre, mais qui veut au moins récupérer un peu de matériel avant de perdre. Bien que Gukesh soit clairement gagnant, la dame active de Ding a posé des problèmes, et après 30.Df4?! Ding a pu diriger la partie vers une finale pire mais tenable. Après le coup défensif puissant 34...Cg6! il semblait que Ding allait sauver la position, mais un coup avant le contrôle du temps et avec sept secondes restantes au chronomètre, Ding joua 40...Re5?, donnant à nouveau à Gukesh une position gagnante qui était cependant difficile à gagner. Après le coup humain 44.Re1?! Ding trouva la ressource 44...f6. Le 45.h4?! de Gukesh était une imprécision subtile, et après 46...f4! Ding avait égalisé la position. Gukesh avait encore des chances pratiques de gagner, mais Ding se défendit avec succès pour obtenir la nulle.
De nombreux commentateurs ont plus tard salué cette partie, plusieurs la qualifiant de meilleure partie du match,,.
Ouverture Néo-Grünfeld, variante slave (ECO D78)
1. Cf3 d5 2. g3 g6 3. d4 Fg7 4. c4 c6 5. Fg2 Cf6 6. 0-0 0-0 7. Te1 dxc4 8. e4 Fg4 9. Cbd2 c5 10. d5 e6 11. h3 Fxf3 12. Fxf3 exd5 13. exd5 Cbd7 14. Cxc4 b5 15. Ca3 Db6 16. Ff4 Tfe8 17. Dd2 Tad8 18. Cc2 Cf8 19. b4 c4 20. Fe3 Da6 21. Fd4 Txe1+ 22. Txe1 Dxa2 23. Ta1 Db3 24. Ta3 Db1+ 25. Rg2 Td7 26. Ta5 Db3 27. Ta3 Db1 28. Ta5 Db3 29. Txb5 Dd3 30. Df4 Dxc2 31. Fxf6 Df5 32. Dxf5 gxf5 33. Fxg7 Rxg7 34. Tc5 Cg6 35. Txc4 Ce5 36. Td4 Cc6 37. Tf4 Ce7 38. b5 Rf6 39. Td4 h6 40. Rf1 Re5 41. Th4 Cxd5 42. Txh6 Cc3 43. Tc6 Ce4 44. Re1 f6 45. h4 Td3 46. Fd1 f4 47. gxf4+ Rxf4 48. Fc2 Td5 49. Tc4 f5 50. Tb4 Rf3 51. Fd1+ Rg2 52. Tb3 Te5 53. f4 Te7 54. Te3 Th7 55. h5 Cf6 56. Te5 Cxh5 57. Txf5 Cg3 58. Tf8 Tb7 59. Fa4 Rf3 60. f5 Rf4 61. f6 Ce4 62. Fc2 Cd6 63. Td8 Re5 64. Fb3 Cf7 65. Td5+ Rxf6 66. Rd2 Tb6 67. Fc4 Td6 68. Rc3 Txd5 69. Fxd5 Cd6 70. Rb4 Cxb5 71. Rxb5 a6+ 72. Rxa6 ½–½,.

### Partie 8: Ding–Gukesh, ½–½
La huitième partie du match, une nulle en 51 coups, fut jouée le 4 décembre. Gukesh réagit bien au 1.c4 de Ding et plaça ce dernier en territoire inconnu avec 7...f6!?. La position était objectivement égale, mais Peter Leko pensait que Ding n'était pas dans une « situation agréable », face à une position déséquilibrée à laquelle Gukesh était bien préparé. Ding semblait avoir réussi à sortir de l'ouverture, bien qu'avec un désavantage de temps. Cela changea avec 22.Tb1?, qui permit à Gukesh de prendre l'avantage avec 22...b5 23.cxb5 Db6+ 24.Rf1 cxb5. La position de Ding passa de mal en pis avec 25.Fb2?, permettant à Gukesh d'obtenir deux pions passés connectés sur le côté dame avec 25...Fxa2. Gukesh perdit rapidement la majeure partie de son avantage avec 26...Cac5?! (26...Ndc5! était le meilleur). Gukesh expliqua qu'il pensait que Ndc5 « avait l'air bizarre », et qu'il avait raté la ressource défensive de Ding 28.De1! (évaluant seulement la position après 28.Dd2?, qui perd pour les Blancs). Gukesh expliqua, « C'était en fait très impressionnant que mon adversaire ait trouvé cette D1 si rapidement — donc oui, une excellente défense de sa part ! » D1 a non seulement permis aux Blancs de sauver la partie, mais leur a donné la chance de mettre la pression sur les Noirs. Après le 28...Fe6? de Gukesh, Ding lui-même a pris l'avantage, et s'est finalement retrouvé avec une tour en plus pour un cavalier et un pion. Cependant, aucun des deux joueurs n'était conscient que les Blancs étaient en train de gagner. Lors de la conférence de presse d'après-match, Gukesh déclara : « Je pensais que tout mon avantage était perdu, mais je ne pensais pas que c'était mauvais pour moi. Maintenant que je vois la position, c'est assez évident, mais pendant la partie, ce n'était pas le cas », tandis que Ding déclara : « Lors du dernier championnat du monde, il gagnait une partie à un moment donné, puis soudainement, je gagnais à la fin. Mais aujourd'hui, pendant la partie, je n'ai pas réalisé que j'étais en train de gagner à un moment donné. Je pense qu'il a raté des détails importants qui m'ont permis de revenir dans la partie. Avant cela, il me surpassait totalement, encore une fois. » En raison de sa mauvaise évaluation, Ding a commencé à faire nulle par répétition, qui a été cassée par 41...Da2!? de Gukesh malgré une meilleure position des Blancs. Gukesh réfléchit à cette décision : « Je ne pensais pas être en grand danger. J'ai toujours pensé qu'avec son roi faible et mon pion fort en b3, j'aurais dû jouer. Je pensais même que j'aurais pu avoir quelques chances, mais bon, c'était juste une mauvaise appréciation de la position. » La partie s'est poursuivie sans grand défi pour aucun des deux joueurs, et ils ont convenu d'un match nul après avoir atteint une finale de fous de couleur opposée.
Ouverture anglaise, sicilienne inversée (ECO A21)
1. c4 e5 2. Cc3 Fb4 3. Cd5 Fe7 4. Cf3 d6 5. g3 c6 6. Cxe7 Cxe7 7. Fg2 f6 8. 0-0 Fe6 9. b3 d5 10. Fa3 0-0 11. Tc1 a5 12. Ce1 Te8 13. f4 exf4 14. Txf4 dxc4 15. bxc4 Cg6 16. Te4 Ca6 17. Cc2 Dc7 18. Cd4 Ff7 19. d3 Ce5 20. Cf3 Cd7 21. Txe8+ Txe8 22. Tb1 b5 23. cxb5 Db6+ 24. Rf1 cxb5 25. Fb2 Fxa2 26. Fd4 Cac5 27. Tc1 Fb3 28. De1 Fe6 29. Df2 Tc8 30. Fe3 Tc7 31. Cd4 Ff7 32. Cc6 Txc6 33. Fxc6 Dxc6 34. Fxc5 h6 35. Re1 b4 36. Dd4 Ce5 37. Rd2 Dg2 38. Df2 Dd5 39. Dd4 Dg2 40. Df2 Dd5 41. Dd4 Da2+ 42. Tc2 De6 43. Dd8+ Rh7 44. Dxa5 b3 45. Tc1 Dd5 46. Db4 Dg2 47. De4+ Dxe4 48. dxe4 b2 49. Tb1 Fa2 50. Txb2 Cc4+ 51. Rc3 Cxb2 ½–½,.

### Partie 9: Gukesh–Ding, ½–½
La neuvième partie du match, une nulle en 54 coups, a été jouée le 5 décembre. Comme dans la partie 3, Gukesh a ouvert avec 1. d4 et Ding a répondu avec 1...Cf6 également vu dans la partie 3. Plutôt que de continuer avec 2. Cf3 comme vu dans la partie 4, Gukesh a opté pour le plus populaire 2. c4 et la partie s'est développée dans une partie catalane après 2...e6 et 3. g3. Ding a choisi une ligne similaire à la variante de retraite de la défense Bogo-indienne avec 3...Fb4+ et 4...Fe7, employant également la structure catalane fermée avec 7...c6 et 8...Cbd7. Gukesh a conservé un léger avantage et une position agréable à la sortie de l'ouverture jusqu'à 20.Db5?! qui a permis à Ding d'égaliser et d'échanger des pièces pour une nulle.
Partie catalane jouée comme une Défense Bogo-indienne (ECO E11)
1. d4 Cf6 2. c4 e6 3. g3 Fb4+ 4. Fd2 Fe7 5. Fg2 d5 6. Cf3 0-0 7. 0-0 c6 8. Dc2 Cbd7 9. Td1 b6 10. Fc3 Fb7 11. Cbd2 Dc7 12. Tac1 Tfd8 13. b4 c5 14. bxc5 bxc5 15. Db2 Cb6 16. Fa5 dxc4 17. Cxc4 Fxf3 18. Fxb6 axb6 19. Fxf3 Ta6 20. Db5 Txa2 21. Cxb6 Da7 22. Db1 Tb8 23. dxc5 Ta6 24. Db5 Fxc5 25. Dxc5 Dxb6 26. Dxb6 Taxb6 27. Tc6 Txc6 28. Fxc6 g5 29. Rg2 Tb2 30. Rf1 Rg7 31. h3 h5 32. Ta1 Tc2 33. Fb5 Tc5 34. Fd3 Cd7 35. f4 gxf4 36. gxf4 Tc3 37. Rf2 Cc5 38. Re3 Cxd3 39. exd3 Tc2 40. Rf3 Td2 41. Ta3 Rg6 42. Tb3 f6 43. Ta3 Rf5 44. Ta5+ e5 45. fxe5 Txd3+ 46. Re2 Txh3 47. exf6+ Rxf6 48. Rf2 h4 49. Rg2 Tg3+ 50. Rh2 Rg6 51. Tb5 Tg5 52. Txg5+ Rxg5 53. Rh3 Rf6 54. Rxh4 Re5 ½–½,.

### Partie 10: Ding–Gukesh, ½–½
The tenth game of the match, a 36-move draw, was played on 7 December. An uneventful game, Ding achieved nothing out of the opening. When he further agreed to trade off pieces it became clear that he was happy with a draw. The result was never in question, with commentators opining that if not for the rule that prohibited draw offers before move 40, the players could have agreed to a draw long before the game actually ended.
Système de Londres (ECO D02)
1. d4 Cf6 2. Cf3 d5 3. Ff4 e6 4. e3 c5 5. Fe2 Fd6 6. dxc5 Fxc5 7. c4 0-0 8. 0-0 Cc6 9. Cc3 dxc4 10. Fxc4 Ch5 11. Fg5 Fe7 12. Ce4 Cf6 13. Cxf6+ Fxf6 14. Dxd8 Txd8 15. Fxf6 gxf6 16. Tfd1 Fd7 17. Tac1 Fe8 18. Txd8 Txd8 19. Rf1 Rg7 20. a3 f5 21. Re1 Rf6 22. Fe2 Ce7 23. g3 Tc8 24. Txc8 Cxc8 25. Cd2 Cd6 26. Cc4 Cxc4 27. Fxc4 Fc6 28. b4 f6 29. Rd2 Re7 30. Rc3 Rd6 31. b4 f6 32. Rd4 h6 33. Fb3 Fb7 34. Fc4 Fc6 35. Fb3 Fb7 36. Fc4 Fc6 ½–½,.

### Partie 11: Gukesh-Ding, 1-0
Sous pression du fait du peu de temps restant à la pendule, et dans une position compliquée, Ding s'est trompé et a perdu un Cavalier par 28. Dc8??. Il a abandonné au 29e coup, aussitôt après la réponse de Gukesh.
Début Réti (ECO A09)
1. Cf3 d5 2. c4 d4 3. b4 c5 4. e3 Cf6 5. a3 Fg4 6. exd4 cxd4 7. h3 Fxf3 8. Dxf3 Dc7 9. d3 a5 10. b5 Cbd7 11. g3 Cc5 12. Fg2 Cfd7 13. 0-0 Ce5 14. Df4 Td8 15. Td1 g6 16. a4 h5 17. b6 Dd6 18. Fa3 Fh6 19. Fxc5 Dxc5 20. De4 Cc6 21. Ca3 Td7 22. Cc2 Dxb6 23. Tab1 Dc7 24. Tb5 0-0 25. Ca1 Tb8 26. Cb3 e6 27. Cc5 Te7 28. Tdb1 Dc8 29. Dxc6 1–0,.

### Partie 12: Ding–Gukesh, 1-0
La douzième partie, remportée en 39 coups par Ding, a été jouée le 9 décembre. Dans l'une de ses meilleures parties, Ding a joué avec une précision digne d'un ordinateur pour « renverser » (Hikaru Nakamura) son adversaire. Optant pour l'ouverture anglaise, la partie a suivi une partie précédente jouée en 2019 entre les seconds de Ding, Ni Hua et Richárd Rapport, jusqu'au 7e coup. Bryan Armen Graham du Guardian décrivant Gukesh comme étant « confus dans un état de zugzwang en milieu de partie », il a fait quelques coups hésitants – 13...Rb8 apparemment destiné à ...Cd4, qui n'a pas été joué ; 16...Nd7 semblait avoir pour but de ...Nc5, qui n'a pas été joué non plus – et l'avantage de Ding est devenu important après le 17ème coup de Gukesh, le moteur d'échecs Leela Chess Zero soulignant que les chances de victoire de Ding étaient passées de 38,2% à 51,9%.
Malgré l'échec de Ding à remporter l'échange avec 26.Ca7 (26.d5 était également gagnant), Gukesh a lutté jusqu'au 39ème coup, alors que Ding terminait avec style avec le sacrifice d'une tour 39.Rxg7+, forçant Gukesh à abandonner en raison de la promotion de pion à venir avec mat à suivre. L'ancien champion du monde Magnus Carlsen et Hikaru Nakamura ont tous deux critiqué le choix d'ouverture de Gukesh après la partie, car le choix d'ouverture de Ding était assez prévisible, mais Ding a quand même obtenu un avantage clair et a pu jouer pour une victoire sans risque de perdre.
Ouverture anglaise (ECO A14)
1. c4 e6 2. g3 d5 3. Fg2 Cf6 4. Cf3 d4 5. 0-0 Cc6 6. e3 Fe7 7. d3 dxe3 8. Fxe3 e5 9. Cc3 0-0 10. Te1 h6 11. a3 a5 12. h3 Fe6 13. Rh2 Tb8 14. Dc2 Te8 15. Cb5 Ff5 16. Tad1 Cd7 17. Dd2 Fg6 18. d4 e4 19. Cg1 Cb6 20. Dc3 Ff6 21. Dc2 a4 22. Ce2 Fg5 23. Cf4 Fxf4 24. Fxf4 Tc8 25. Dc3 Cb8 26. d5 Dd7 27. d6 c5 28. Cc7 Tf8 29. Fxe4 Cc6 30. Fg2 Tcd8 31. Cd5 Cxd5 32. cxd5 Cb8 33. Dxc5 Tc8 34. Dd4 Ca6 35. Te7 Db5 36. d7 Tc4 37. De3 Tc2 38. Fd6 f6 39. Txg7+ 1-0,.

### Partie 13: Gukesh-Ding, ½–½
La treizième partie, une nulle durement gagnée en 69 coups, a été jouée le 11 décembre 2024. Gukesh a surpris Ding dès la sortie de l'ouverture avec 7.a3 et 8.Fe3, mettant Ding sous pression. Avec 17.Df3!? (que le GM Magnus Carlsen a appelé, un coup qu'il n'envisagerait que s'il était très inspiré ou en très mauvaise forme), il a offert le pion d4, mais Ding a cru son adversaire et a joué 17...De8?!, une concession importante puisqu'il ne peut plus aller sur sa meilleure case (f6). Gukesh a accru son avantage avec 22.Ff4!, s'infiltrant sur les faibles cases d6 et c7, mais 25.Fxe7?! était un peu précipité. Ce coup force une position avantageuse, mais 25.Tfe1 aurait été encore mieux. Gukesh a brièvement eu un avantage gagnant lorsque Ding a fait un faux pas avec 30...Df7? (il était nécessaire d'échanger la dame contre deux tours avec 30...Dxe1!), mais son 31.Ce4? a permis aux Noirs de disposer de ressources défensives clés que Gukesh avait manquées (échanger les tours en premier avec 31.Txe8+! Dxe8 32.Ce4 aurait forcé la victoire). Bien qu'il n'ait eu que 8 minutes pour 10 coups supplémentaires, Ding a trouvé les seuls coups 31...Tf8! et 32...Tc7! pour faire match nul.
Défense française (ECO C11)
1. e4 e6 2. d4 d5 3. Cc3 Cf6 4. e5 Cfd7 5. Cce2 c5 6. c3 Cc6 7. a3 Fe7 8. Fe3 Cb6 9. Cf4 cxd4 10. cxd4 Cc4 11. Fxc4 dxc4 12. Cge2 b5 13. 0-0 0-0 14. Cc3 Tb8 15. Ch5 f5 16. exf6 Fxf6 17. Df3 De8 18. Cxf6+ Txf6 19. De2 Dg6 20. f3 Tf8 21. Tad1 Ce7 22. Ff4 Tb6 23. Fc7 Tb7 24. Fd6 Te8 25. Fxe7 Texe7 26. De5 a6 27. d5 exd5 28. Dxd5+ De6 29. Dc5 Te8 30. Tde1 Df7 31. Ce4 Tf8 32. Cd6 Tc7 33. De5 Df6 34. Dd5+ Rh8 35. Te5 Te7 36. Tfe1 Txe5 37. Txe5 h6 38. Dc5 Fd7 39. Ce4 Df4 40. Te7 Ff5 41. Dd4 Tg8 42. h3 Dc1+ 43. Rf2 Fxe4 44. Txe4 c3 45. bxc3 Dxa3 46. Rg3 Db3 47. Te7 a5 48. Tb7 Dc4 49. De5 Dc6 50. Dxb5 Dxc3 51. Ta7 De1+ 52. Rh2 Db4 53. Dxb4 axb4 54. Tb7 Ta8 55. Txb4 Ta2 56. Rg3 Rh7 57. Tb5 Rg6 58. f4 Rf6 59. Rf3 Tc2 60. g3 Tc3+ 61. Rg4 Ta3 62. h4 Tc3 63. Tb6+ Rf7 64. f5 h5+ 65. Rf4 Tc4+ 66. Rf3 Tc3+ 67. Rf4 Tc4+ 68. Rf3 Tc3+ 69. Re4 ½–½,.

### Partie 14: Ding-Gukesh, 0–1
Dans une position légèrement meilleure pour les blancs, conduits par Ding, le joueur chinois devient soudain nerveux et détériore légèrement sa position. Comme depuis le début du match, il sous-estime sa position et essaie de forcer la nulle en cédant un pion pour l'échange des dames. Gukesh accepte et alors que les deux joueurs semblent se diriger vers une nulle, Ding Liren commet une erreur surprenante en initiant l'échange des tours, qui rend possible un échange des fous, du fait que son fou était coincé dans un angle 55.Tf2?? 55...Txf2 !! il perd sur le champ en entrant dans une finale à un pion contre deux avec le roi noir qui a l’initiative. La finale est alors complètement gagnante pour Gukesh. Ding abandonne son titre mondial sur cette erreur.
Début Réti suivi d'un rapide d4 : Grünfeld inversée (ECO A08)
1. Cf3 d5 2. g3 c5 3. Fg2 Cc6 4. d4 e6 5. 0-0 cxd4 6. Cxd4 Cge7 7. c4 Cxd4 8.Dxd4 Cc6 9. Dd1 d4 10. e3 Fc5 11. exd4 Fxd4 12. Cc3 0-0 13. Cb5 Fb6 14. b3 a6 15. Cc3 Fd4 16. Fb2 e5 17. Dd2 Fe6 18. Cd5 b5 19. cxb5 axb5 20. Cf4 exf4 21. Fxc6 Fxb2 22. Dxb2 Tb8 23. Tfd1 Db6 24. Ff3 fxg3 25. hxg3 b4 26. a4 bxa3 27. Txa3 g6 28. Dd4 Db5 29. b4 Dxb4 30. Dxb4 Txb4 31. Ta8 Txa8 32. Fxa8 g5 33. Fd5 Ff5 34. Tc1 Rg7 35. Tc7 Fg6 36. Tc4 Tb1+ 37. Rg2 Te1 38. Tb4 h5 39. Ta4 Te5 40. Ff3 Rh6 41. Rg1 Te6 42. Tc4 g4 43. Fd5 Td6 44. Fb7 Rg5 45. f3 f5 46. fxg4 hxg4 47. Tb4 Ff7 48. Rf2 Td2+ 49. Rg1 Rf6 50. Tb6+ Rg5 51. Tb4 Fe6 52. Ta4 Tb2 53. Fa8 Rf6 54. Tf4 Re5 55. Tf2 ?? Txf2 56. Rxf2 Fd5 57. Fxd5 Rxd5 58. Re3 Re5 0-1,.